# 2022-es NBA-rájátszás
A 2022-es NBA Play-In és a 2022-es NBA-rájátszás 2022. április 16-án kezdődött és júniusban fejeződött be az NBA-döntővel. A döntőt június 2-án kezdték el és június 16-án ért véget. A 2021–2022-es NBA-szezon rájátszása. A címvédő a Milwaukee Bucks, miután a 2021-es NBA-döntőben legyőzték a Phoenix Sunst. A Golden State Warriors lett a bajnok.

## Lebonyolítás
2021-től az alapszakaszból a teljesítmények alapján (győzelem–vereség arány) automatikusan a főcsoportok első hat–hat helyezettje jut a rájátszásba. A teljesítmények alapján a csapatok az 1–6. kiemeléseket kapják. A hetediktől a tizedik helyezettig a csapatok részt vesznek a play-in tornán. A hetedik és a nyolcadik csapat játszik először egymás ellen, ahol a győztes megkapja a 7. helyezést. Ezen mérkőzésnek a vesztese játszik ezt követően a kilencedik és tizedik helyezett közötti mérkőzés győztesével, hogy eldöntsék ki kapja meg az utolsó, nyolcadik helyet. Mindkét főcsoportnak külön play-in tornája van. A rájátszás első fordulójában a főcsoportok kiemeltjei a következő párosítások szerint mérkőznek meg egymással: 1–8, 2–7, 3–6, és 4–5. Mindegyik forduló négy nyert mérkőzésig tart, azaz egy párosítás legalább négy, de legfeljebb hét mérkőzésből állhat. A párosítások győztesei a második fordulóba, a főcsoport-elődöntőbe jutnak, ahol az 1–8 és a 4–5 párosítások győztesei, valamint a 2–7 és a 3–6 párosítások győztesei játszanak. A két győztes jut a harmadik fordulóba, a főcsoportdöntőbe. A főcsoportdöntők győztesei játsszák az NBA-döntőt. A rájátszást az NBA-döntő zárja, amelyen a két főcsoport győztese vesz részt. A NBA-döntő győztese lesz az NBA bajnoka.

## Áttekintés

### Bejutott
- A Boston Celtics sorozatban nyolcadjára volt ott a rájátszásban, amely a leghosszabb sorozat volt az NBA-ben.
- A Utah Jazz sorozatban hatodjára volt a rájátszásban.
- A Milwaukee Bucks sorozatban hatodjára volt a rájátszásban.
- A Philadelphia 76ers sorozatban ötödjére volt a rájátszásban.
- A Denver Nuggets sorozatban negyedjére volt a rájátszásban.
- A Brooklyn Nets sorozatban negyedjére volt a rájátszásban.
- A Miami Heat sorozatban harmadjára volt a rájátszásban.
- A Dallas Mavericks sorozatban harmadjára volt a rájátszásban.
- A Memphis Grizzlies sorozatban másodjára volt a rájátszásban.
- A Phoenix Suns sorozatban másodjára volt a rájátszásban.
- Az Atlanta Hawks sorozatban másodjára volt a rájátszásban.
- A Toronto Raptors 2020 óta először volt a rájátszásban, egy év kihagyás után.
- A Golden State Warriors 2019 óta először volt a rájátszásban, két év kihagyás után.
- A Minnesota Timberwolves 2018 óta először jutott a rájátszásba. 2004 óta mindössze egyszer jutott a rájátszásba a csapat és akkor is csak az első fordulót érte el.
- A Chicago Bulls 2017 óta először volt a rájátszásban.
- A New Orleans Pelicans 2018 óta először volt a rájátszásban.

### Nem jutott be
- A Portland Trail Blazers nyolc év után először nem jutott be a rájátszásba, amely a leghosszabb aktív sorozat volt.
- A Los Angeles Clippers négy év után először nem jutott be a rájátszásba.
- A Sacramento Kings nem jutott be a rájátszásba, sorozatban már a tizenhatodik évben, amely a leghosszabb sorozat az NBA történetében.
- A Los Angeles Lakers két év után először nem jutott be a rájátszásba. Az elmúlt tíz szezonban mindössze négyszer jutott el a rájátszásig a csapat.
- A New York Knicks lemaradt a rájátszásról, az elmúlt tíz évben csak háromszor szerepelt a csapat a rájátszásban.
- A Charlotte Hornets sorozatban hatodjára nem volt ott a rájátszásban. Az elmúlt 20 évben a csapat mindössze háromszor szerepelt a rájátszásban és egyszer se jutott az első fordulónál tovább.
- A Cleveland Cavaliers sorozatban negyedjére nem volt ott a rájátszásban.
- A Detroit Pistons sorozatban harmadjára nem volt ott a rájátszásban. 2009 óta mindössze kétszer jutott el a rájátszásig a csapat és egyszer se jutott az első fordulónál tovább.
- A San Antonio Spurs sorozatban harmadjára nem volt ott a rájátszásban. 1998 óta mindössze háromszor nem jutott rájátszásba a csapat, 2020 és 2022 között.
- Az Indiana Pacers sorozatban másodjára nem volt ott a rájátszásban.
- Az Oklahoma City Thunder sorozatban másodjára nem volt ott a rájátszásban.
- A Houston Rockets sorozatban másodjára nem volt ott a rájátszásban.

## Kvalifikáció

### Tabella
Frissítve: Végeredmény
Alább az NBA mindkét főcsoportjának első tíz helyezettje (azaz a rájátszásba vagy a play-in szakaszba jutó csapatai) látható.
| A rájátszásba jut       |
| A Play-In szakaszba jut |

- z – Hazai pálya előny az egész rájátszásban
- c – Hazai pálya előny a főcsoportdöntőig
- y – Csoportgyőztes
- x – Rájátszásba jutott
- pi – már csak a play-in szakaszba juthat és azt be is biztosította
- * – csoportvezető

| Keleti főcsoport |                          |    |    |      |      |
| Hely.            | Csapat                   | Gy | V  | %    | GB   |
| 1.               | c – Miami Heat *         | 53 | 29 | .646 | 0.0  |
| 2.               | y – Boston Celtics *     | 51 | 31 | .622 | 2.0  |
| 3.               | y – Milwaukee Bucks *    | 51 | 31 | .622 | 2.0  |
| 4.               | x – Philadelphia 76ers   | 51 | 31 | .622 | 2.0  |
| 5.               | x – Toronto Raptors      | 48 | 34 | .585 | 5.0  |
| 6.               | x – Chicago Bulls        | 46 | 36 | .561 | 7.0  |
| 7.               | x – Brooklyn Nets        | 44 | 38 | .537 | 9.0  |
| 8.               | x – Atlanta Hawks        | 43 | 39 | .524 | 10.0 |
| 9.               | pi – Cleveland Cavaliers | 44 | 38 | .537 | 9.0  |
| 10.              | pi – Charlotte Hornets   | 43 | 39 | .524 | 10.0 |

| Nyugati főcsoport |                            |    |    |      |      |
| Hely.             | Csapat                     | Gy | V  | %    | GB   |
| 1.                | z – Phoenix Suns *         | 64 | 18 | .780 | 0.0  |
| 2.                | y – Memphis Grizzlies *    | 56 | 26 | .683 | 8.0  |
| 3.                | x – Golden State Warriors  | 53 | 29 | .646 | 11.0 |
| 4.                | x – Dallas Mavericks       | 52 | 30 | .634 | 12.0 |
| 5.                | y – Utah Jazz *            | 49 | 33 | .598 | 15.0 |
| 6.                | x – Denver Nuggets         | 48 | 34 | .585 | 16.0 |
| 7.                | x – Minnesota Timberwolves | 46 | 36 | .561 | 18.0 |
| 8.                | x – New Orleans Pelicans   | 36 | 46 | .439 | 28.0 |
| 9.                | pi – Los Angeles Clippers  | 42 | 40 | .512 | 22.0 |
| 10.               | pi – San Antonio Spurs     | 34 | 48 | .415 | 30.0 |

### Bejutott csapatok
2022. március 9-én a Phoenix Suns lett az első csapat, amely bebiztosította helyét a rájátszásban.

### Keleti főcsoport
| Hely | Csapat             | Teljesítmény | Kvalifikáció | Kvalifikáció | Kvalifikáció   | Kvalifikáció     | Kvalifikáció      |
| Hely | Csapat             | Teljesítmény | Play-In      | Rájátszás    | Csoportgyőztes | Főcsoportgyőztes | Legjobb a ligában |
| ---- | ------------------ | ------------ | ------------ | ------------ | -------------- | ---------------- | ----------------- |
| 1    | Miami Heat         | 53–29        | –            | március 30.  | március 19.    | április 7.       | –                 |
| 2    | Boston Celtics     | 51–31        | –            | március 31.  | április 10.    | –                | –                 |
| 3    | Milwaukee Bucks    | 51–31        | –            | március 31.  | április 5.     | –                | –                 |
| 4    | Philadelphia 76ers | 51–31        | –            | április 3.   | –              | –                | –                 |
| 5    | Toronto Raptors    | 48–34        | –            | április 5.   | –              | –                | –                 |
| 6    | Chicago Bulls      | 46–36        | –            | április 5.   | –              | –                | –                 |
| 7    | Brooklyn Nets      | 44–38        | április 2.   | április 12.  | –              | –                | –                 |
| 8    | Atlanta Hawks      | 43–39        | április 1.   | április 15.  | –              | –                | –                 |

1. ↑  A 7. és 8. hely között álló csapatok részt vesznek a Play-In tornán.

### Nyugati főcsoport
| Hely | Csapat                 | Teljesítmény | Kvalifikáció | Kvalifikáció | Kvalifikáció   | Kvalifikáció     | Kvalifikáció      |
| Hely | Csapat                 | Teljesítmény | Play-In      | Rájátszás    | Csoportgyőztes | Főcsoportgyőztes | Legjobb a ligában |
| ---- | ---------------------- | ------------ | ------------ | ------------ | -------------- | ---------------- | ----------------- |
| 1    | Phoenix Suns           | 64–18        | –            | március 9.   | március 22.    | március 24.      | március 24.       |
| 2    | Memphis Grizzlies      | 56–26        | –            | március 24.  | március 30.    | –                | –                 |
| 3    | Golden State Warriors  | 53–29        | –            | április 2.   | –              | –                | –                 |
| 4    | Dallas Mavericks       | 52–30        | –            | március 30.  | –              | –                | –                 |
| 5    | Utah Jazz              | 49–33        | –            | április 5.   | április 10.    | –                | –                 |
| 6    | Denver Nuggets         | 48–34        | –            | április 7.   | –              | –                | –                 |
| 7    | Minnesota Timberwolves | 46–36        | április 7.   | április 12.  | –              | –                | –                 |
| 8    | New Orleans Pelicans   | 36–46        | április 5.   | április 15.  | –              | –                | –                 |

1. ↑  A 7. és 8. hely között álló csapatok részt vesznek a Play-In tornán.

## Play-In szakasz
Az NBA a 7. és 10. hely között végző csapatoknak tartották a play-in tornát 2022. április 12. és 15. között. A 7. a 8. helyezett ellen játszott és a győztes kapta meg a 7. helyet a rájátszásban. A kilencedik játszott a tizedikkel, ahol a vesztes nem játszhat tovább helyért a rájátszásban, és a győztes játszott a 7. és a 8. közötti mérkőzés vesztesével a 8. helyezésért a rájátszásban.

### Keleti főcsoport
|  |                                        |                                        |                                        |               |                     |                |                |                |              |  |                  |                  |                  |
|  | 7. helyezésért és a második fordulóért | 7. helyezésért és a második fordulóért | 7. helyezésért és a második fordulóért |               |                     | 8. helyezésért | 8. helyezésért | 8. helyezésért |              |  | Végső helyezések | Végső helyezések | Végső helyezések |
|  | 7. helyezésért és a második fordulóért | 7. helyezésért és a második fordulóért | 7. helyezésért és a második fordulóért |               |                     | 8. helyezésért | 8. helyezésért | 8. helyezésért |              |  | Végső helyezések | Végső helyezések | Végső helyezések |
|  |                                        |                                        |                                        |               |                     |                |                |                |              |  |                  |                  |                  |
|  |                                        |                                        |                                        |               |                     |                |                |                |              |  |                  |                  |                  |
|  | 7.                                     | Brooklyn Nets                          | 115                                    |               |                     |                | Brooklyn Nets  | Brooklyn Nets  | 7. helyezett |  |                  |                  |                  |
|  | 7.                                     | Brooklyn Nets                          | 115                                    |               |                     |                | Brooklyn Nets  | Brooklyn Nets  | 7. helyezett |  |                  |                  |                  |
|  | 8.                                     | Cleveland Cavaliers                    | 108                                    |               |                     |                |                |                |              |  | Atlanta Hawks    | Atlanta Hawks    | 8. helyezett     |
|  | 8.                                     | Cleveland Cavaliers                    | 108                                    |               |                     |                |                |                |              |  | Atlanta Hawks    | Atlanta Hawks    | 8. helyezett     |
|  |                                        |                                        |                                        | 8             | Cleveland Cavaliers | 101            |                |                |              |  |                  |                  |                  |
|  |                                        |                                        |                                        | 8             | Cleveland Cavaliers | 101            |                |                |              |  |                  |                  |                  |
|  |                                        |                                        | 9                                      | Atlanta Hawks | 107                 |                |                |                |              |  |                  |                  |                  |
|  |                                        |                                        |                                        | Atlanta Hawks | 107                 |                |                |                |              |  |                  |                  |                  |
|  | 9.                                     | Atlanta Hawks                          | 132                                    |               |                     |                |                |                |              |  |                  |                  |                  |
|  | 9.                                     | Atlanta Hawks                          | 132                                    |               |                     |                |                |                |              |  |                  |                  |                  |
|  | 10.                                    | Charlotte Hornets                      | 103                                    |               |                     |                |                |                |              |  |                  |                  |                  |
|  | 10.                                    | Charlotte Hornets                      | 103                                    |               |                     |                |                |                |              |  |                  |                  |                  |
|  |                                        |                                        |                                        |               |                     |                |                |                |              |  |                  |                  |                  |

#### (7) Brooklyn Nets vs. (8) Cleveland Cavaliers
| 2022. április 12. 19:00 | Cleveland Cavaliers                      | 108–115   | Brooklyn Nets    | Barclays Center, Brooklyn Nézőszám: 17 732 Játékvezetők: JB DeRosa, Curtis Blair, Kane Fitzgerald, Tyler Ford |
| 2022. április 12. 19:00 | (20–40, 23–17, 30–28, 35–30) Jegyzőkönyv |           |                  | Barclays Center, Brooklyn Nézőszám: 17 732 Játékvezetők: JB DeRosa, Curtis Blair, Kane Fitzgerald, Tyler Ford |
| 2022. április 12. 19:00 | Darius Garland 34                        | Pont      | Kyrie Irving 34  | Barclays Center, Brooklyn Nézőszám: 17 732 Játékvezetők: JB DeRosa, Curtis Blair, Kane Fitzgerald, Tyler Ford |
| 2022. április 12. 19:00 | Kevin Love 13                            | Lepattanó | Brown, Claxton 9 | Barclays Center, Brooklyn Nézőszám: 17 732 Játékvezetők: JB DeRosa, Curtis Blair, Kane Fitzgerald, Tyler Ford |
| 2022. április 12. 19:00 | Caris LeVert 17                          | Gólpassz  | Irving 12        | Barclays Center, Brooklyn Nézőszám: 17 732 Játékvezetők: JB DeRosa, Curtis Blair, Kane Fitzgerald, Tyler Ford |

#### (9) Atlanta Hawks vs. (10) Charlotte Hornets
| 2022. április 13. 19:00 | Charlotte Hornets                        | 103–132   | Atlanta Hawks   | State Farm Arena, Atlanta Nézőszám: 18 137 Játékvezetők: James Capers, James Williams, Jacyn Goble |
| 2022. április 13. 19:00 | (23–32, 29–28, 24–42, 27–30) Jegyzőkönyv |           |                 | State Farm Arena, Atlanta Nézőszám: 18 137 Játékvezetők: James Capers, James Williams, Jacyn Goble |
| 2022. április 13. 19:00 | LaMelo Ball 26                           | Pont      | Trae Young 24   | State Farm Arena, Atlanta Nézőszám: 18 137 Játékvezetők: James Capers, James Williams, Jacyn Goble |
| 2022. április 13. 19:00 | Washington, Martin 6                     | Lepattanó | Clint Capela 17 | State Farm Arena, Atlanta Nézőszám: 18 137 Játékvezetők: James Capers, James Williams, Jacyn Goble |
| 2022. április 13. 19:00 | Ball 8                                   | Gólpassz  | Young 11        | State Farm Arena, Atlanta Nézőszám: 18 137 Játékvezetők: James Capers, James Williams, Jacyn Goble |

#### (8) Cleveland Cavaliers vs. (9) Atlanta Hawks
| 2022. április 15. 19:30 | Atlanta Hawks                            | 107–101   | Cleveland Cavaliers | Rocket Mortgage FieldHouse, Cleveland Nézőszám: 19 432 Játékvezetők: Zach Zarba, Eric Lewis, Tre Maddox, Ben Taylor |
| 2022. április 15. 19:30 | (25–36, 26–25, 33–23, 23–17) Jegyzőkönyv |           |                     | Rocket Mortgage FieldHouse, Cleveland Nézőszám: 19 432 Játékvezetők: Zach Zarba, Eric Lewis, Tre Maddox, Ben Taylor |
| 2022. április 15. 19:30 | Trae Young 38                            | Pont      | Lauri Markkanen 26  | Rocket Mortgage FieldHouse, Cleveland Nézőszám: 19 432 Játékvezetők: Zach Zarba, Eric Lewis, Tre Maddox, Ben Taylor |
| 2022. április 15. 19:30 | Clint Capela 8                           | Lepattanó | Markkanen, Mobley 8 | Rocket Mortgage FieldHouse, Cleveland Nézőszám: 19 432 Játékvezetők: Zach Zarba, Eric Lewis, Tre Maddox, Ben Taylor |
| 2022. április 15. 19:30 | Trae Young 9                             | Gólpassz  | Darius Garland 9    | Rocket Mortgage FieldHouse, Cleveland Nézőszám: 19 432 Játékvezetők: Zach Zarba, Eric Lewis, Tre Maddox, Ben Taylor |

### Nyugati főcsoport
|  |                                        |                                        |                                        |                      |                      |                |                        |                        |              |  |                      |                      |                  |
|  | 7. helyezésért és a második fordulóért | 7. helyezésért és a második fordulóért | 7. helyezésért és a második fordulóért |                      |                      | 8. helyezésért | 8. helyezésért         | 8. helyezésért         |              |  | Végső helyezések     | Végső helyezések     | Végső helyezések |
|  | 7. helyezésért és a második fordulóért | 7. helyezésért és a második fordulóért | 7. helyezésért és a második fordulóért |                      |                      | 8. helyezésért | 8. helyezésért         | 8. helyezésért         |              |  | Végső helyezések     | Végső helyezések     | Végső helyezések |
|  |                                        |                                        |                                        |                      |                      |                |                        |                        |              |  |                      |                      |                  |
|  |                                        |                                        |                                        |                      |                      |                |                        |                        |              |  |                      |                      |                  |
|  | 7.                                     | Minnesota Timberwolves                 | 109                                    |                      |                      |                | Minnesota Timberwolves | Minnesota Timberwolves | 7. helyezett |  |                      |                      |                  |
|  | 7.                                     | Minnesota Timberwolves                 | 109                                    |                      |                      |                | Minnesota Timberwolves | Minnesota Timberwolves | 7. helyezett |  |                      |                      |                  |
|  | 8.                                     | Los Angeles Clippers                   | 104                                    |                      |                      |                |                        |                        |              |  | New Orleans Pelicans | New Orleans Pelicans | 8. helyezett     |
|  | 8.                                     | Los Angeles Clippers                   | 104                                    |                      |                      |                |                        |                        |              |  | New Orleans Pelicans | New Orleans Pelicans | 8. helyezett     |
|  |                                        |                                        |                                        | 8                    | Los Angeles Clippers | 101            |                        |                        |              |  |                      |                      |                  |
|  |                                        |                                        |                                        | 8                    | Los Angeles Clippers | 101            |                        |                        |              |  |                      |                      |                  |
|  |                                        |                                        | 9                                      | New Orleans Pelicans | 105                  |                |                        |                        |              |  |                      |                      |                  |
|  |                                        |                                        |                                        | New Orleans Pelicans | 105                  |                |                        |                        |              |  |                      |                      |                  |
|  | 9.                                     | New Orleans Pelicans                   | 113                                    |                      |                      |                |                        |                        |              |  |                      |                      |                  |
|  | 9.                                     | New Orleans Pelicans                   | 113                                    |                      |                      |                |                        |                        |              |  |                      |                      |                  |
|  | 10.                                    | San Antonio Spurs                      | 103                                    |                      |                      |                |                        |                        |              |  |                      |                      |                  |
|  | 10.                                    | San Antonio Spurs                      | 103                                    |                      |                      |                |                        |                        |              |  |                      |                      |                  |
|  |                                        |                                        |                                        |                      |                      |                |                        |                        |              |  |                      |                      |                  |

#### (7) Minnesota Timberwolves vs. (8) Los Angeles Clippers
Minden dátum EDT (UTC–04:00) időzóna alapján van feltüntetve. A hazai pályán játszó csapatok mindig jobb oldalon vannak feltüntetve.
| 2022. április 12. 21:30 | Los Angeles Clippers                     | 104–109   | Minnesota Timberwolves | Target Center, Minneapolis Nézőszám: 17 136 Játékvezetők: Scott Foster, Tom Washington, Ed Malloy, Justin Van Duyne |
| 2022. április 12. 21:30 | (26–20, 25–33, 33–25, 20–31) Jegyzőkönyv |           |                        | Target Center, Minneapolis Nézőszám: 17 136 Játékvezetők: Scott Foster, Tom Washington, Ed Malloy, Justin Van Duyne |
| 2022. április 12. 21:30 | Paul George 34                           | Pont      | Anthony Edwards 30     | Target Center, Minneapolis Nézőszám: 17 136 Játékvezetők: Scott Foster, Tom Washington, Ed Malloy, Justin Van Duyne |
| 2022. április 12. 21:30 | George, Jackson 7                        | Lepattanó | Patrick Beverley 11    | Target Center, Minneapolis Nézőszám: 17 136 Játékvezetők: Scott Foster, Tom Washington, Ed Malloy, Justin Van Duyne |
| 2022. április 12. 21:30 | George, Jackson 5                        | Gólpassz  | D’Angelo Russell 6     | Target Center, Minneapolis Nézőszám: 17 136 Játékvezetők: Scott Foster, Tom Washington, Ed Malloy, Justin Van Duyne |

#### (9) New Orleans Pelicans vs. (10) San Antonio Spurs
| 2022. április 13. 21:30 | San Antonio Spurs                        | 103–113   | New Orleans Pelicans | Smoothie King Center, New Orleans Nézőszám: 18 610 Játékvezetők: Bill Kennedy, David Guthrie, Sean Wright |
| 2022. április 13. 21:30 | (22–26, 28–35, 25–31, 28–21) Jegyzőkönyv |           |                      | Smoothie King Center, New Orleans Nézőszám: 18 610 Játékvezetők: Bill Kennedy, David Guthrie, Sean Wright |
| 2022. április 13. 21:30 | Devin Vassell 23                         | Pont      | CJ McCollum 32       | Smoothie King Center, New Orleans Nézőszám: 18 610 Játékvezetők: Bill Kennedy, David Guthrie, Sean Wright |
| 2022. április 13. 21:30 | Jakob Poeltl 9                           | Lepattanó | Jonas Valančiūnas 14 | Smoothie King Center, New Orleans Nézőszám: 18 610 Játékvezetők: Bill Kennedy, David Guthrie, Sean Wright |
| 2022. április 13. 21:30 | Dejounte Murray 5                        | Gólpassz  | McCollum 7           | Smoothie King Center, New Orleans Nézőszám: 18 610 Játékvezetők: Bill Kennedy, David Guthrie, Sean Wright |

#### (8) Los Angeles Clippers vs. (9) New Orleans Pelicans
| 2022. április 15. 22:00 | New Orleans Pelicans                     | 105–101   | Los Angeles Clippers   | Crypto.com Arena, Los Angeles Nézőszám: 19 068 Játékvezetők: Marc Davis, Brian Forte, Mark Lindsay, Josh Tiven |
| 2022. április 15. 22:00 | (30–22, 26–24, 18–38, 31–17) Jegyzőkönyv |           |                        | Crypto.com Arena, Los Angeles Nézőszám: 19 068 Játékvezetők: Marc Davis, Brian Forte, Mark Lindsay, Josh Tiven |
| 2022. április 15. 22:00 | Brandon Ingram 30                        | Pont      | Morris Sr., Jackson 27 | Crypto.com Arena, Los Angeles Nézőszám: 19 068 Játékvezetők: Marc Davis, Brian Forte, Mark Lindsay, Josh Tiven |
| 2022. április 15. 22:00 | Larry Nance Jr. 16                       | Lepattanó | Nicolas Batum 10       | Crypto.com Arena, Los Angeles Nézőszám: 19 068 Játékvezetők: Marc Davis, Brian Forte, Mark Lindsay, Josh Tiven |
| 2022. április 15. 22:00 | Brandon Ingram 6                         | Gólpassz  | Reggie Jackson 8       | Crypto.com Arena, Los Angeles Nézőszám: 19 068 Játékvezetők: Marc Davis, Brian Forte, Mark Lindsay, Josh Tiven |

## Rájátszás ágrajz
|  | Első forduló (4 nyert mérkőzésig) | Első forduló (4 nyert mérkőzésig) | Első forduló (4 nyert mérkőzésig) |                       |    | Főcsoport-elődöntők (4 nyert mérkőzésig) | Főcsoport-elődöntők (4 nyert mérkőzésig) | Főcsoport-elődöntők (4 nyert mérkőzésig) |  |  | Főcsoportdöntők (4 nyert mérkőzésig) | Főcsoportdöntők (4 nyert mérkőzésig) | Főcsoportdöntők (4 nyert mérkőzésig) |  |  | NBA-döntő (4 nyert mérkőzésig) | NBA-döntő (4 nyert mérkőzésig) | NBA-döntő (4 nyert mérkőzésig) |  |
|  |                                   |                                   |                                   |                       |    |                                          |                                          |                                          |  |  |                                      |                                      |                                      |  |  |                                |                                |                                |  |
|  | E1                                | Miami Heat *                      | 4                                 |                       |    |                                          |                                          |                                          |  |  |                                      |                                      |                                      |  |  |                                |                                |                                |  |
|  | E1                                | Miami Heat *                      | 4                                 |                       |    |                                          |                                          |                                          |  |  |                                      |                                      |                                      |  |  |                                |                                |                                |  |
|  | E8                                | Atlanta Hawks                     | 1                                 |                       |    |                                          |                                          |                                          |  |  |                                      |                                      |                                      |  |  |                                |                                |                                |  |
|  | E8                                | Atlanta Hawks                     | 1                                 |                       | E1 | Miami Heat *                             | 4                                        |                                          |  |  |                                      |                                      |                                      |  |  |                                |                                |                                |  |
|  |                                   |                                   |                                   |                       | E1 | Miami Heat *                             | 4                                        |                                          |  |  |                                      |                                      |                                      |  |  |                                |                                |                                |  |
|  |                                   |                                   | E4                                | Philadelphia 76ers    | 2  |                                          |                                          |                                          |  |  |                                      |                                      |                                      |  |  |                                |                                |                                |  |
|  | E4                                | Philadelphia 76ers                | E4                                | Philadelphia 76ers    | 2  | 4                                        |                                          |                                          |  |  |                                      |                                      |                                      |  |  |                                |                                |                                |  |
|  | E4                                | Philadelphia 76ers                |                                   |                       |    |                                          |                                          |                                          |  |  |                                      |                                      |                                      |  |  |                                |                                |                                |  |
|  | E5                                | Toronto Raptors                   | 2                                 |                       |    |                                          |                                          |                                          |  |  |                                      |                                      |                                      |  |  |                                |                                |                                |  |
|  | E5                                | Toronto Raptors                   | 2                                 |                       | E1 | Miami Heat *                             | 3                                        |                                          |  |  |                                      |                                      |                                      |  |  |                                |                                |                                |  |
|  | Keleti főcsoport                  |                                   |                                   |                       | E1 | Miami Heat *                             | 3                                        |                                          |  |  |                                      |                                      |                                      |  |  |                                |                                |                                |  |
|  |                                   |                                   | E2                                | Boston Celtics *      | 4  |                                          |                                          |                                          |  |  |                                      |                                      |                                      |  |  |                                |                                |                                |  |
|  | E3                                | Milwaukee Bucks *                 | E2                                | Boston Celtics *      | 4  | 4                                        |                                          |                                          |  |  |                                      |                                      |                                      |  |  |                                |                                |                                |  |
|  | E3                                | Milwaukee Bucks *                 |                                   |                       |    |                                          |                                          |                                          |  |  |                                      |                                      |                                      |  |  |                                |                                |                                |  |
|  | E6                                | Chicago Bulls                     | 1                                 |                       |    |                                          |                                          |                                          |  |  |                                      |                                      |                                      |  |  |                                |                                |                                |  |
|  | E6                                | Chicago Bulls                     | 1                                 |                       | E2 | Boston Celtics *                         | 4                                        |                                          |  |  |                                      |                                      |                                      |  |  |                                |                                |                                |  |
|  |                                   |                                   |                                   |                       | E2 | Boston Celtics *                         | 4                                        |                                          |  |  |                                      |                                      |                                      |  |  |                                |                                |                                |  |
|  |                                   |                                   | E3                                | Milwaukee Bucks *     | 3  |                                          |                                          |                                          |  |  |                                      |                                      |                                      |  |  |                                |                                |                                |  |
|  | E2                                | Boston Celtics *                  | E3                                | Milwaukee Bucks *     | 3  | 4                                        |                                          |                                          |  |  |                                      |                                      |                                      |  |  |                                |                                |                                |  |
|  | E2                                | Boston Celtics *                  |                                   |                       |    |                                          |                                          |                                          |  |  |                                      |                                      |                                      |  |  |                                |                                |                                |  |
|  | E7                                | Brooklyn Nets                     | 0                                 |                       |    |                                          |                                          |                                          |  |  |                                      |                                      |                                      |  |  |                                |                                |                                |  |
|  | E7                                | Brooklyn Nets                     | 0                                 |                       | E2 | Boston Celtics *                         | 2                                        |                                          |  |  |                                      |                                      |                                      |  |  |                                |                                |                                |  |
|  |                                   |                                   |                                   |                       |    |                                          |                                          |                                          |  |  |                                      |                                      |                                      |  |  |                                |                                |                                |  |
|  |                                   |                                   | W3                                | Golden State Warriors | 4  |                                          |                                          |                                          |  |  |                                      |                                      |                                      |  |  |                                |                                |                                |  |
|  | W1                                | Phoenix Suns *                    | W3                                | Golden State Warriors | 4  | 4                                        |                                          |                                          |  |  |                                      |                                      |                                      |  |  |                                |                                |                                |  |
|  | W1                                | Phoenix Suns *                    |                                   |                       |    |                                          |                                          |                                          |  |  |                                      |                                      |                                      |  |  |                                |                                |                                |  |
|  | W8                                | New Orleans Pelicans              | 2                                 |                       |    |                                          |                                          |                                          |  |  |                                      |                                      |                                      |  |  |                                |                                |                                |  |
|  | W8                                | New Orleans Pelicans              | 2                                 |                       | W1 | Phoenix Suns *                           | 3                                        |                                          |  |  |                                      |                                      |                                      |  |  |                                |                                |                                |  |
|  |                                   |                                   |                                   |                       | W1 | Phoenix Suns *                           | 3                                        |                                          |  |  |                                      |                                      |                                      |  |  |                                |                                |                                |  |
|  |                                   |                                   | W4                                | Dallas Mavericks      | 4  |                                          |                                          |                                          |  |  |                                      |                                      |                                      |  |  |                                |                                |                                |  |
|  | W4                                | Dallas Mavericks                  | W4                                | Dallas Mavericks      | 4  | 3                                        |                                          |                                          |  |  |                                      |                                      |                                      |  |  |                                |                                |                                |  |
|  | W4                                | Dallas Mavericks                  |                                   |                       |    |                                          |                                          |                                          |  |  |                                      |                                      |                                      |  |  |                                |                                |                                |  |
|  | W5                                | Utah Jazz *                       | 2                                 |                       |    |                                          |                                          |                                          |  |  |                                      |                                      |                                      |  |  |                                |                                |                                |  |
|  | W5                                | Utah Jazz *                       | 2                                 |                       | W3 | Golden State Warriors                    | 4                                        |                                          |  |  |                                      |                                      |                                      |  |  |                                |                                |                                |  |
|  | Nyugati főcsoport                 |                                   |                                   |                       | W3 | Golden State Warriors                    | 4                                        |                                          |  |  |                                      |                                      |                                      |  |  |                                |                                |                                |  |
|  |                                   |                                   | W4                                | Dallas Mavericks      | 1  |                                          |                                          |                                          |  |  |                                      |                                      |                                      |  |  |                                |                                |                                |  |
|  | W3                                | Golden State Warriors             | W4                                | Dallas Mavericks      | 1  | 4                                        |                                          |                                          |  |  |                                      |                                      |                                      |  |  |                                |                                |                                |  |
|  | W3                                | Golden State Warriors             |                                   |                       |    |                                          |                                          |                                          |  |  |                                      |                                      |                                      |  |  |                                |                                |                                |  |
|  | W6                                | Denver Nuggets                    | 1                                 |                       |    |                                          |                                          |                                          |  |  |                                      |                                      |                                      |  |  |                                |                                |                                |  |
|  | W6                                | Denver Nuggets                    | 1                                 |                       | W3 | Golden State Warriors                    | 4                                        |                                          |  |  |                                      |                                      |                                      |  |  |                                |                                |                                |  |
|  |                                   |                                   |                                   |                       | W3 | Golden State Warriors                    | 4                                        |                                          |  |  |                                      |                                      |                                      |  |  |                                |                                |                                |  |
|  |                                   |                                   | W2                                | Memphis Grizzlies *   | 2  |                                          |                                          |                                          |  |  |                                      |                                      |                                      |  |  |                                |                                |                                |  |
|  | W2                                | Memphis Grizzlies *               | W2                                | Memphis Grizzlies *   | 2  | 4                                        |                                          |                                          |  |  |                                      |                                      |                                      |  |  |                                |                                |                                |  |
|  | W2                                | Memphis Grizzlies *               |                                   |                       |    |                                          |                                          |                                          |  |  |                                      |                                      |                                      |  |  |                                |                                |                                |  |
|  | W7                                | Minnesota Timberwolves            | 2                                 |                       |    |                                          |                                          |                                          |  |  |                                      |                                      |                                      |  |  |                                |                                |                                |  |

## Első forduló
A rájátszás első fordulója a play-in szakasz befejezte után, április 16-án kezdődött.
Minden dátum EDT (UTC–04:00) időzóna alapján van feltüntetve. A hazai pályán játszó csapatok mindig jobb oldalon vannak feltüntetve.

### Keleti főcsoport

#### (1) Miami Heat vs. (8) Atlanta Hawks
Első mérkőzés
| 2022. április 17. 13:00 | Atlanta Hawks                            | 115–91    | Miami Heat         | FTX Arena, Miami Nézőszám: 19 514 Játékvezetők: Marc Davis, Josh Tiven, Eric Dalen, Jacyn Goble |
| 2022. április 17. 13:00 | (17–23, 23–36, 20–27, 31–29) Jegyzőkönyv |           |                    | FTX Arena, Miami Nézőszám: 19 514 Játékvezetők: Marc Davis, Josh Tiven, Eric Dalen, Jacyn Goble |
| 2022. április 17. 13:00 | Gallinari 17                             | Pont      | Duncan Robinson 27 | FTX Arena, Miami Nézőszám: 19 514 Játékvezetők: Marc Davis, Josh Tiven, Eric Dalen, Jacyn Goble |
| 2022. április 17. 13:00 | Onyeka Okongwu 7                         | Lepattanó | Butler, Adebayo 6  | FTX Arena, Miami Nézőszám: 19 514 Játékvezetők: Marc Davis, Josh Tiven, Eric Dalen, Jacyn Goble |
| 2022. április 17. 13:00 | Delon Wright 6                           | Gólpassz  | Kyle Lowry 9       | FTX Arena, Miami Nézőszám: 19 514 Játékvezetők: Marc Davis, Josh Tiven, Eric Dalen, Jacyn Goble |
| A Miami Heat vezet, 1–0 |                                          |           |                    | FTX Arena, Miami Nézőszám: 19 514 Játékvezetők: Marc Davis, Josh Tiven, Eric Dalen, Jacyn Goble |

Második mérkőzés
| 2022. április 19. 19:30 | Atlanta Hawks                            | 105–115   | Miami Heat       | FTX Arena, Miami Nézőszám: 19 950 Játékvezetők: John Goble, Tre Maddox, Nick Buchert |
| 2022. április 19. 19:30 | (25–26, 29–30, 22–31, 29–28) Jegyzőkönyv |           |                  | FTX Arena, Miami Nézőszám: 19 950 Játékvezetők: John Goble, Tre Maddox, Nick Buchert |
| 2022. április 19. 19:30 | Bogdan Bogdanović 29                     | Pont      | Jimmy Butler 45  | FTX Arena, Miami Nézőszám: 19 950 Játékvezetők: John Goble, Tre Maddox, Nick Buchert |
| 2022. április 19. 19:30 | John Collins 10                          | Lepattanó | Dewayne Dedmon 9 | FTX Arena, Miami Nézőszám: 19 950 Játékvezetők: John Goble, Tre Maddox, Nick Buchert |
| 2022. április 19. 19:30 | Trae Young 7                             | Gólpassz  | Jimmy Butler 5   | FTX Arena, Miami Nézőszám: 19 950 Játékvezetők: John Goble, Tre Maddox, Nick Buchert |
| A Miami Heat vezet, 2–0 |                                          |           |                  | FTX Arena, Miami Nézőszám: 19 950 Játékvezetők: John Goble, Tre Maddox, Nick Buchert |

Harmadik mérkőzés
| 2022. április 22. 19:00 | Miami Heat                               | 110–111   | Atlanta Hawks       | State Farm Arena, Atlanta Nézőszám: 18 421 Játékvezetők: Eric Lewis, Ben Taylor, JB DeRosa |
| 2022. április 22. 19:00 | (24–22, 30–39, 31–16, 25–34) Jegyzőkönyv |           |                     | State Farm Arena, Atlanta Nézőszám: 18 421 Játékvezetők: Eric Lewis, Ben Taylor, JB DeRosa |
| 2022. április 22. 19:00 | Tyler Herro 24                           | Pont      | Trae Young 24       | State Farm Arena, Atlanta Nézőszám: 18 421 Játékvezetők: Eric Lewis, Ben Taylor, JB DeRosa |
| 2022. április 22. 19:00 | Bam Adebayo 11                           | Lepattanó | Bogdan Bogdanović 8 | State Farm Arena, Atlanta Nézőszám: 18 421 Játékvezetők: Eric Lewis, Ben Taylor, JB DeRosa |
| 2022. április 22. 19:00 | Jimmy Butler 8                           | Gólpassz  | Trae Young 8        | State Farm Arena, Atlanta Nézőszám: 18 421 Játékvezetők: Eric Lewis, Ben Taylor, JB DeRosa |
| A Miami Heat vezet, 2–1 |                                          |           |                     | State Farm Arena, Atlanta Nézőszám: 18 421 Játékvezetők: Eric Lewis, Ben Taylor, JB DeRosa |

Negyedik mérkőzés
| 2022. április 24. 19:00 | Miami Heat                               | 110–86    | Atlanta Hawks               | State Farm Arena, Atlanta Nézőszám: 18 951 Játékvezetők: David Guthrie, Courtney Kirkland, Brent Barnaky |
| 2022. április 24. 19:00 | (25–26, 30–15, 25–20, 30–25) Jegyzőkönyv |           |                             | State Farm Arena, Atlanta Nézőszám: 18 951 Játékvezetők: David Guthrie, Courtney Kirkland, Brent Barnaky |
| 2022. április 24. 19:00 | Jimmy Butler 36                          | Pont      | De’Andre Hunter 24          | State Farm Arena, Atlanta Nézőszám: 18 951 Játékvezetők: David Guthrie, Courtney Kirkland, Brent Barnaky |
| 2022. április 24. 19:00 | Jimmy Butler 10                          | Lepattanó | Capela, Wright, Gallinari 7 | State Farm Arena, Atlanta Nézőszám: 18 951 Játékvezetők: David Guthrie, Courtney Kirkland, Brent Barnaky |
| 2022. április 24. 19:00 | Butler, Vincent, Oladipo 4               | Gólpassz  | Trae Young 5                | State Farm Arena, Atlanta Nézőszám: 18 951 Játékvezetők: David Guthrie, Courtney Kirkland, Brent Barnaky |
| A Miami Heat vezet, 3–1 |                                          |           |                             | State Farm Arena, Atlanta Nézőszám: 18 951 Játékvezetők: David Guthrie, Courtney Kirkland, Brent Barnaky |

Ötödik mérkőzés
| 2022. április 26. 19:00  | Atlanta Hawks                            | 94–97     | Miami Heat                | FTX Arena, Miami Nézőszám: 19 553 Játékvezetők: Zach Zarba, Bill Kennedy, Mitchell Ervin |
| 2022. április 26. 19:00  | (22–21, 20–33, 22–21, 30–22) Jegyzőkönyv |           |                           | FTX Arena, Miami Nézőszám: 19 553 Játékvezetők: Zach Zarba, Bill Kennedy, Mitchell Ervin |
| 2022. április 26. 19:00  | De’Andre Hunter 35                       | Pont      | Victor Oladipo 23         | FTX Arena, Miami Nézőszám: 19 553 Játékvezetők: Zach Zarba, Bill Kennedy, Mitchell Ervin |
| 2022. április 26. 19:00  | De’Andre Hunter 11                       | Lepattanó | Bam Adebayo 11            | FTX Arena, Miami Nézőszám: 19 553 Játékvezetők: Zach Zarba, Bill Kennedy, Mitchell Ervin |
| 2022. április 26. 19:00  | Trae Young 6                             | Gólpassz  | Adebayo, Vincent, Herro 4 | FTX Arena, Miami Nézőszám: 19 553 Játékvezetők: Zach Zarba, Bill Kennedy, Mitchell Ervin |
| Miami Heat győzelem, 4–1 |                                          |           |                           | FTX Arena, Miami Nézőszám: 19 553 Játékvezetők: Zach Zarba, Bill Kennedy, Mitchell Ervin |

#### (2) Boston Celtics vs. (7) Brooklyn Nets
Első mérkőzés
| 2022. április 17. 15:30     | Brooklyn Nets                            | 114–115   | Boston Celtics  | TD Garden, Boston Nézőszám: 19 156 Játékvezetők: Zach Zarba, James Williams, Rodney Mott |
| 2022. április 17. 15:30     | (28–29, 33–32, 24–35, 29–19) Jegyzőkönyv |           |                 | TD Garden, Boston Nézőszám: 19 156 Játékvezetők: Zach Zarba, James Williams, Rodney Mott |
| 2022. április 17. 15:30     | Kyrie Irving 39                          | Pont      | Jayson Tatum 31 | TD Garden, Boston Nézőszám: 19 156 Játékvezetők: Zach Zarba, James Williams, Rodney Mott |
| 2022. április 17. 15:30     | Nic Claxton 8                            | Lepattanó | Al Horford 15   | TD Garden, Boston Nézőszám: 19 156 Játékvezetők: Zach Zarba, James Williams, Rodney Mott |
| 2022. április 17. 15:30     | Kyrie Irving 6                           | Gólpassz  | Jayson Tatum 8  | TD Garden, Boston Nézőszám: 19 156 Játékvezetők: Zach Zarba, James Williams, Rodney Mott |
| A Boston Celtics vezet, 1–0 |                                          |           |                 | TD Garden, Boston Nézőszám: 19 156 Játékvezetők: Zach Zarba, James Williams, Rodney Mott |

Második mérkőzés
| 2022. április 20. 19:00     | Brooklyn Nets                            | 107–114   | Boston Celtics          | TD Garden, Boston Nézőszám: 19 156 Játékvezetők: Eric Lewis, Tyler Ford, Jacyn Goble |
| 2022. április 20. 19:00     | (33–24, 32–31, 25–30, 17–29) Jegyzőkönyv |           |                         | TD Garden, Boston Nézőszám: 19 156 Játékvezetők: Eric Lewis, Tyler Ford, Jacyn Goble |
| 2022. április 20. 19:00     | Kevin Durant 27                          | Pont      | Jaylen Brown 22         | TD Garden, Boston Nézőszám: 19 156 Játékvezetők: Eric Lewis, Tyler Ford, Jacyn Goble |
| 2022. április 20. 19:00     | Bruce Brown 8                            | Lepattanó | Tatum, Horford, Theis 6 | TD Garden, Boston Nézőszám: 19 156 Játékvezetők: Eric Lewis, Tyler Ford, Jacyn Goble |
| 2022. április 20. 19:00     | Kevin Durant 5                           | Gólpassz  | Jayson Tatum 10         | TD Garden, Boston Nézőszám: 19 156 Játékvezetők: Eric Lewis, Tyler Ford, Jacyn Goble |
| A Boston Celtics vezet, 2–0 |                                          |           |                         | TD Garden, Boston Nézőszám: 19 156 Játékvezetők: Eric Lewis, Tyler Ford, Jacyn Goble |

Harmadik mérkőzés
| 2022. április 23. 19:30     | Boston Celtics                           | 109–103   | Brooklyn Nets   | Barclays Center, Brooklyn Nézőszám: 18 175 Játékvezetők: James Capers, Mark Lindsay, Karl Lane, Ray Acosta |
| 2022. április 23. 19:30     | (30–25, 23–25, 28–22, 28–31) Jegyzőkönyv |           |                 | Barclays Center, Brooklyn Nézőszám: 18 175 Játékvezetők: James Capers, Mark Lindsay, Karl Lane, Ray Acosta |
| 2022. április 23. 19:30     | Jayson Tatum 39                          | Pont      | Bruce Brown 26  | Barclays Center, Brooklyn Nézőszám: 18 175 Játékvezetők: James Capers, Mark Lindsay, Karl Lane, Ray Acosta |
| 2022. április 23. 19:30     | Theis, White 6                           | Lepattanó | Durant, Brown 8 | Barclays Center, Brooklyn Nézőszám: 18 175 Játékvezetők: James Capers, Mark Lindsay, Karl Lane, Ray Acosta |
| 2022. április 23. 19:30     | Tatum, Smart 6                           | Gólpassz  | Kyrie Irving 9  | Barclays Center, Brooklyn Nézőszám: 18 175 Játékvezetők: James Capers, Mark Lindsay, Karl Lane, Ray Acosta |
| A Boston Celtics vezet, 3–0 |                                          |           |                 | Barclays Center, Brooklyn Nézőszám: 18 175 Játékvezetők: James Capers, Mark Lindsay, Karl Lane, Ray Acosta |

Negyedik mérkőzés
| 2022. április 25. 19:00      | Boston Celtics                           | 116–112   | Brooklyn Nets  | Barclays Center, Brooklyn Nézőszám: 18 099 Játékvezetők: Scott Foster, Sean Wright, Brian Forte, Derrick Collins |
| 2022. április 25. 19:00      | (30–26, 28–24, 32–28, 26–34) Jegyzőkönyv |           |                | Barclays Center, Brooklyn Nézőszám: 18 099 Játékvezetők: Scott Foster, Sean Wright, Brian Forte, Derrick Collins |
| 2022. április 25. 19:00      | Jayson Tatum 29                          | Pont      | Durant 39      | Barclays Center, Brooklyn Nézőszám: 18 099 Játékvezetők: Scott Foster, Sean Wright, Brian Forte, Derrick Collins |
| 2022. április 25. 19:00      | Theis, Brown 8                           | Lepattanó | Kevin Durant 7 | Barclays Center, Brooklyn Nézőszám: 18 099 Játékvezetők: Scott Foster, Sean Wright, Brian Forte, Derrick Collins |
| 2022. április 25. 19:00      | Marcus Smart 11                          | Gólpassz  | Kevin Durant 9 | Barclays Center, Brooklyn Nézőszám: 18 099 Játékvezetők: Scott Foster, Sean Wright, Brian Forte, Derrick Collins |
| Boston Celtics győzelem, 4–0 |                                          |           |                | Barclays Center, Brooklyn Nézőszám: 18 099 Játékvezetők: Scott Foster, Sean Wright, Brian Forte, Derrick Collins |

#### (3) Milwaukee Bucks vs. (6) Chicago Bulls
Első mérkőzés
| 2022. április 17. 18:30      | Chicago Bulls                            | 86–93     | Milwaukee Bucks        | Fiserv Forum, Milwaukee Nézőszám: 17 717 Játékvezetők: John Goble, Tony Brothers, Michael Smith |
| 2022. április 17. 18:30      | (21–34, 22–17, 28–23, 15–19) Jegyzőkönyv |           |                        | Fiserv Forum, Milwaukee Nézőszám: 17 717 Játékvezetők: John Goble, Tony Brothers, Michael Smith |
| 2022. április 17. 18:30      | Nikola Vučević 24                        | Pont      | Jánisz Antetokúnmpo 27 | Fiserv Forum, Milwaukee Nézőszám: 17 717 Játékvezetők: John Goble, Tony Brothers, Michael Smith |
| 2022. április 17. 18:30      | Nikola Vučević 17                        | Lepattanó | Jánisz Antetokúnmpo 16 | Fiserv Forum, Milwaukee Nézőszám: 17 717 Játékvezetők: John Goble, Tony Brothers, Michael Smith |
| 2022. április 17. 18:30      | DeMar DeRozan 6                          | Gólpassz  | Khris Middleton 6      | Fiserv Forum, Milwaukee Nézőszám: 17 717 Játékvezetők: John Goble, Tony Brothers, Michael Smith |
| A Milwaukee Bucks vezet, 1–0 |                                          |           |                        | Fiserv Forum, Milwaukee Nézőszám: 17 717 Játékvezetők: John Goble, Tony Brothers, Michael Smith |

Második mérkőzés
| 2022. április 20. 21:30 | Chicago Bulls                            | 114–110   | Milwaukee Bucks        | Fiserv Forum, Milwaukee Nézőszám: 17 688 Játékvezetők: Kane Fitzgerald, Curtis Blair, Ben Taylor |
| 2022. április 20. 21:30 | (29–28, 34–21, 24–31, 27–30) Jegyzőkönyv |           |                        | Fiserv Forum, Milwaukee Nézőszám: 17 688 Játékvezetők: Kane Fitzgerald, Curtis Blair, Ben Taylor |
| 2022. április 20. 21:30 | DeMar DeRozan 41                         | Pont      | Jánisz Antetokúnmpo 33 | Fiserv Forum, Milwaukee Nézőszám: 17 688 Játékvezetők: Kane Fitzgerald, Curtis Blair, Ben Taylor |
| 2022. április 20. 21:30 | Nikola Vučević 13                        | Lepattanó | Jánisz Antetokúnmpo 18 | Fiserv Forum, Milwaukee Nézőszám: 17 688 Játékvezetők: Kane Fitzgerald, Curtis Blair, Ben Taylor |
| 2022. április 20. 21:30 | Alex Caruso                              | Gólpassz  | Jánisz Antetokúnmpo 9  | Fiserv Forum, Milwaukee Nézőszám: 17 688 Játékvezetők: Kane Fitzgerald, Curtis Blair, Ben Taylor |
| Döntetlen, 1–1          |                                          |           |                        | Fiserv Forum, Milwaukee Nézőszám: 17 688 Játékvezetők: Kane Fitzgerald, Curtis Blair, Ben Taylor |

Harmadik mérkőzés
| 2022. április 22. 20:30      | Milwaukee Bucks                          | 111–81    | Chicago Bulls     | United Center, Chicago Nézőszám: 22 667 Játékvezetők: Marc Davis, Sean Wright, Brian Forte |
| 2022. április 22. 20:30      | (33–17, 27–24, 30–18, 21–22) Jegyzőkönyv |           |                   | United Center, Chicago Nézőszám: 22 667 Játékvezetők: Marc Davis, Sean Wright, Brian Forte |
| 2022. április 22. 20:30      | Grayson Allen 22                         | Pont      | Nikola Vučević 19 | United Center, Chicago Nézőszám: 22 667 Játékvezetők: Marc Davis, Sean Wright, Brian Forte |
| 2022. április 22. 20:30      | Bobby Portis 16                          | Lepattanó | Coby White 8      | United Center, Chicago Nézőszám: 22 667 Játékvezetők: Marc Davis, Sean Wright, Brian Forte |
| 2022. április 22. 20:30      | Jánisz Antetokúnmpo 9                    | Gólpassz  | LaVine, Dosunmu 5 | United Center, Chicago Nézőszám: 22 667 Játékvezetők: Marc Davis, Sean Wright, Brian Forte |
| A Milwaukee Bucks vezet, 2–1 |                                          |           |                   | United Center, Chicago Nézőszám: 22 667 Játékvezetők: Marc Davis, Sean Wright, Brian Forte |

Negyedik mérkőzés
| 2022. április 24. 13:00      | Milwaukee Bucks                          | 119–95    | Chicago Bulls        | United Center, Chicago Nézőszám: 22 020 Játékvezetők: Eric Lewis, Tyler Ford, Gediminas Petraitis |
| 2022. április 24. 13:00      | (25–22, 31–19, 34–33, 29–21) Jegyzőkönyv |           |                      | United Center, Chicago Nézőszám: 22 020 Játékvezetők: Eric Lewis, Tyler Ford, Gediminas Petraitis |
| 2022. április 24. 13:00      | Jánisz Antetokúnmpo 32                   | Pont      | Zach LaVine 24       | United Center, Chicago Nézőszám: 22 020 Játékvezetők: Eric Lewis, Tyler Ford, Gediminas Petraitis |
| 2022. április 24. 13:00      | Jánisz Antetokúnmpo 17                   | Lepattanó | Williams, Vučević 10 | United Center, Chicago Nézőszám: 22 020 Játékvezetők: Eric Lewis, Tyler Ford, Gediminas Petraitis |
| 2022. április 24. 13:00      | Andetokumbo, Holiday 7                   | Gólpassz  | Zach LaVine 13       | United Center, Chicago Nézőszám: 22 020 Játékvezetők: Eric Lewis, Tyler Ford, Gediminas Petraitis |
| A Milwaukee Bucks vezet, 3–1 |                                          |           |                      | United Center, Chicago Nézőszám: 22 020 Játékvezetők: Eric Lewis, Tyler Ford, Gediminas Petraitis |

Ötödik mérkőzés
| 2022. április 27. 19:30       | Chicago Bulls                            | 100–116   | Milwaukee Bucks        | Fiserv Forum, Milwaukee Nézőszám: 17 506 Játékvezetők: Scott Foster, Mark Lindsay, Rodney Mott |
| 2022. április 27. 19:30       | (18–34, 24–26, 26–31, 32–25) Jegyzőkönyv |           |                        | Fiserv Forum, Milwaukee Nézőszám: 17 506 Játékvezetők: Scott Foster, Mark Lindsay, Rodney Mott |
| 2022. április 27. 19:30       | Patrick Williams 23                      | Pont      | Jánisz Antetokúnmpo 33 | Fiserv Forum, Milwaukee Nézőszám: 17 506 Játékvezetők: Scott Foster, Mark Lindsay, Rodney Mott |
| 2022. április 27. 19:30       | Nikola Vučević 16                        | Lepattanó | Bobby Portis 17        | Fiserv Forum, Milwaukee Nézőszám: 17 506 Játékvezetők: Scott Foster, Mark Lindsay, Rodney Mott |
| 2022. április 27. 19:30       | DeMar DeRozan 7                          | Gólpassz  | Jrue Holiday 9         | Fiserv Forum, Milwaukee Nézőszám: 17 506 Játékvezetők: Scott Foster, Mark Lindsay, Rodney Mott |
| Milwaukee Bucks győzelem, 4–1 |                                          |           |                        | Fiserv Forum, Milwaukee Nézőszám: 17 506 Játékvezetők: Scott Foster, Mark Lindsay, Rodney Mott |

#### (4) Philadelphia 76ers vs. (5) Toronto Raptors
Első mérkőzés
| 2022. április 16. 18:00         | Toronto Raptors                          | 111–131   | Philadelphia 76ers | Wells Fargo Center, Philadelphia Nézőszám: 20 610 Játékvezetők: Kane Fitzgerald, Bill Kennedy, Jacyn Goble |
| 2022. április 16. 18:00         | (27–35, 24–34, 37–38, 23–24) Jegyzőkönyv |           |                    | Wells Fargo Center, Philadelphia Nézőszám: 20 610 Játékvezetők: Kane Fitzgerald, Bill Kennedy, Jacyn Goble |
| 2022. április 16. 18:00         | Pascal Siakam 24                         | Pont      | Tyrese Maxey 38    | Wells Fargo Center, Philadelphia Nézőszám: 20 610 Játékvezetők: Kane Fitzgerald, Bill Kennedy, Jacyn Goble |
| 2022. április 16. 18:00         | Scottie Barnes 10                        | Lepattanó | Joel Embiid 15     | Wells Fargo Center, Philadelphia Nézőszám: 20 610 Játékvezetők: Kane Fitzgerald, Bill Kennedy, Jacyn Goble |
| 2022. április 16. 18:00         | Scottie Barnes 8                         | Gólpassz  | James Harden 14    | Wells Fargo Center, Philadelphia Nézőszám: 20 610 Játékvezetők: Kane Fitzgerald, Bill Kennedy, Jacyn Goble |
| A Philadelphia 76ers vezet, 1–0 |                                          |           |                    | Wells Fargo Center, Philadelphia Nézőszám: 20 610 Játékvezetők: Kane Fitzgerald, Bill Kennedy, Jacyn Goble |

Második mérkőzés
| 2022. április 18. 19:30         | Toronto Raptors                          | 97–112    | Philadelphia 76ers | Wells Fargo Center, Philadelphia Nézőszám: 20 974 Játékvezetők: James Capers, Mark Lindsay, JB DeRosa |
| 2022. április 18. 19:30         | (33–32, 19–35, 19–28, 26–17) Jegyzőkönyv |           |                    | Wells Fargo Center, Philadelphia Nézőszám: 20 974 Játékvezetők: James Capers, Mark Lindsay, JB DeRosa |
| 2022. április 18. 19:30         | OG Anunoby 26                            | Pont      | Joel Embiid 31     | Wells Fargo Center, Philadelphia Nézőszám: 20 974 Játékvezetők: James Capers, Mark Lindsay, JB DeRosa |
| 2022. április 18. 19:30         | Pascal Siakam 10                         | Lepattanó | Joel Embiid 11     | Wells Fargo Center, Philadelphia Nézőszám: 20 974 Játékvezetők: James Capers, Mark Lindsay, JB DeRosa |
| 2022. április 18. 19:30         | Fred VanVleet 7                          | Gólpassz  | Tyrese Maxey 8     | Wells Fargo Center, Philadelphia Nézőszám: 20 974 Játékvezetők: James Capers, Mark Lindsay, JB DeRosa |
| A Philadelphia 76ers vezet, 2–0 |                                          |           |                    | Wells Fargo Center, Philadelphia Nézőszám: 20 974 Játékvezetők: James Capers, Mark Lindsay, JB DeRosa |

Harmadik mérkőzés
| 2022. április 20. 20:00         | Philadelphia 76ers                            | 104–101 (h. u.) | Toronto Raptors    | Scotiabank Arena, Toronto Nézőszám: 19 800 Játékvezetők: Marc Davis, Sean Wright, Justin Van Duyne, Ray Acosta |
| 2022. április 20. 20:00         | (19–29, 27–27, 28–19, 21–20, 9–6) Jegyzőkönyv |                 |                    | Scotiabank Arena, Toronto Nézőszám: 19 800 Játékvezetők: Marc Davis, Sean Wright, Justin Van Duyne, Ray Acosta |
| 2022. április 20. 20:00         | Joel Embiid 33                                | Pont            | OG Anunoby 26      | Scotiabank Arena, Toronto Nézőszám: 19 800 Játékvezetők: Marc Davis, Sean Wright, Justin Van Duyne, Ray Acosta |
| 2022. április 20. 20:00         | Joel Embiid 13                                | Lepattanó       | Achiuwa, Boucher 6 | Scotiabank Arena, Toronto Nézőszám: 19 800 Játékvezetők: Marc Davis, Sean Wright, Justin Van Duyne, Ray Acosta |
| 2022. április 20. 20:00         | James Harden 10                               | Gólpassz        | Fred VanVleet 9    | Scotiabank Arena, Toronto Nézőszám: 19 800 Játékvezetők: Marc Davis, Sean Wright, Justin Van Duyne, Ray Acosta |
| A Philadelphia 76ers vezet, 3–0 |                                               |                 |                    | Scotiabank Arena, Toronto Nézőszám: 19 800 Játékvezetők: Marc Davis, Sean Wright, Justin Van Duyne, Ray Acosta |

Negyedik mérkőzés
| 2022. április 23. 14:00         | Philadelphia 76ers                       | 102–110   | Toronto Raptors   | Scotiabank Arena, Toronto Nézőszám: 19 800 Játékvezetők: Scott Foster, Ed Malloy, Rodney Mott, Scott Twardosk |
| 2022. április 23. 14:00         | (24–24, 25–30, 28–26, 25–30) Jegyzőkönyv |           |                   | Scotiabank Arena, Toronto Nézőszám: 19 800 Játékvezetők: Scott Foster, Ed Malloy, Rodney Mott, Scott Twardosk |
| 2022. április 23. 14:00         | James Harden 22                          | Pont      | Pascal Siakam 34  | Scotiabank Arena, Toronto Nézőszám: 19 800 Játékvezetők: Scott Foster, Ed Malloy, Rodney Mott, Scott Twardosk |
| 2022. április 23. 14:00         | Tobias Harris 11                         | Lepattanó | Scottie Barnes 11 | Scotiabank Arena, Toronto Nézőszám: 19 800 Játékvezetők: Scott Foster, Ed Malloy, Rodney Mott, Scott Twardosk |
| 2022. április 23. 14:00         | James Harden 9                           | Gólpassz  | Siakam, Young 5   | Scotiabank Arena, Toronto Nézőszám: 19 800 Játékvezetők: Scott Foster, Ed Malloy, Rodney Mott, Scott Twardosk |
| A Philadelphia 76ers vezet, 3–1 |                                          |           |                   | Scotiabank Arena, Toronto Nézőszám: 19 800 Játékvezetők: Scott Foster, Ed Malloy, Rodney Mott, Scott Twardosk |

Ötödik mérkőzés
| 2022. április 25. 20:00         | Toronto Raptors                          | 103–88    | Philadelphia 76ers | Wells Fargo Center, Philadelphia Nézőszám: 20 517 Játékvezetők: John Goble, James Williams, Tre Maddox |
| 2022. április 25. 20:00         | (29–27, 25–14, 21–25, 28–22) Jegyzőkönyv |           |                    | Wells Fargo Center, Philadelphia Nézőszám: 20 517 Játékvezetők: John Goble, James Williams, Tre Maddox |
| 2022. április 25. 20:00         | Pascal Siakam 23                         | Pont      | Joel Embiid 20     | Wells Fargo Center, Philadelphia Nézőszám: 20 517 Játékvezetők: John Goble, James Williams, Tre Maddox |
| 2022. április 25. 20:00         | Pascal Siakam 10                         | Lepattanó | Joel Embiid 11     | Wells Fargo Center, Philadelphia Nézőszám: 20 517 Játékvezetők: John Goble, James Williams, Tre Maddox |
| 2022. április 25. 20:00         | Pascal Siakam 7                          | Gólpassz  | James Harden 7     | Wells Fargo Center, Philadelphia Nézőszám: 20 517 Játékvezetők: John Goble, James Williams, Tre Maddox |
| A Philadelphia 76ers vezet, 3–2 |                                          |           |                    | Wells Fargo Center, Philadelphia Nézőszám: 20 517 Játékvezetők: John Goble, James Williams, Tre Maddox |

Hatodik mérkőzés
| 2022. április 28. 14:00          | Philadelphia 76ers                       | 132–97    | Toronto Raptors  | Scotiabank Arena, Toronto Nézőszám: 19 800 Játékvezetők: Zach Zarba, Curtis Blair, Bill Kennedy, Mitchell Ervin |
| 2022. április 28. 14:00          | (34–29, 28–32, 37–17, 33–19) Jegyzőkönyv |           |                  | Scotiabank Arena, Toronto Nézőszám: 19 800 Játékvezetők: Zach Zarba, Curtis Blair, Bill Kennedy, Mitchell Ervin |
| 2022. április 28. 14:00          | Joel Embiid 33                           | Pont      | Chris Boucher 25 | Scotiabank Arena, Toronto Nézőszám: 19 800 Játékvezetők: Zach Zarba, Curtis Blair, Bill Kennedy, Mitchell Ervin |
| 2022. április 28. 14:00          | Tobias Harris 11                         | Lepattanó | Chris Boucher 10 | Scotiabank Arena, Toronto Nézőszám: 19 800 Játékvezetők: Zach Zarba, Curtis Blair, Bill Kennedy, Mitchell Ervin |
| 2022. április 28. 14:00          | James Harden 15                          | Gólpassz  | Pascal Siakam 7  | Scotiabank Arena, Toronto Nézőszám: 19 800 Játékvezetők: Zach Zarba, Curtis Blair, Bill Kennedy, Mitchell Ervin |
| Philadelphia 76ers győzelem, 4–2 |                                          |           |                  | Scotiabank Arena, Toronto Nézőszám: 19 800 Játékvezetők: Zach Zarba, Curtis Blair, Bill Kennedy, Mitchell Ervin |

### Nyugati főcsoport

#### (1) Phoenix Suns vs. (8) New Orleans Pelicans
Első mérkőzés
| 2022. április 17. 21:00   | New Orleans Pelicans                     | 99–110    | Phoenix Suns    | Footprint Center, Phoenix Nézőszám: 17 071 Játékvezetők: Eric Lewis, Ben Taylor, Gediminas Petraitis, Brent Barnaky |
| 2022. április 17. 21:00   | (16–28, 18–25, 37–26, 28–31) Jegyzőkönyv |           |                 | Footprint Center, Phoenix Nézőszám: 17 071 Játékvezetők: Eric Lewis, Ben Taylor, Gediminas Petraitis, Brent Barnaky |
| 2022. április 17. 21:00   | CJ McCollum 25                           | Pont      | Chris Paul 30   | Footprint Center, Phoenix Nézőszám: 17 071 Játékvezetők: Eric Lewis, Ben Taylor, Gediminas Petraitis, Brent Barnaky |
| 2022. április 17. 21:00   | Jonas Valančiūnas 25                     | Lepattanó | Deandre Ayton 9 | Footprint Center, Phoenix Nézőszám: 17 071 Játékvezetők: Eric Lewis, Ben Taylor, Gediminas Petraitis, Brent Barnaky |
| 2022. április 17. 21:00   | CJ McCollum 6                            | Gólpassz  | Chris Paul 10   | Footprint Center, Phoenix Nézőszám: 17 071 Játékvezetők: Eric Lewis, Ben Taylor, Gediminas Petraitis, Brent Barnaky |
| A Phoenix Suns vezet, 1–0 |                                          |           |                 | Footprint Center, Phoenix Nézőszám: 17 071 Játékvezetők: Eric Lewis, Ben Taylor, Gediminas Petraitis, Brent Barnaky |

Második mérkőzés
| 2022. április 19. 22:00 | New Orleans Pelicans                     | 125–114   | Phoenix Suns    | Footprint Center, Phoenix Nézőszám: 17 071 Játékvezetők: Scott Foster, Tony Brothers, Pat Frahe |
| 2022. április 19. 22:00 | (30–28, 26–33, 34–22, 35–31) Jegyzőkönyv |           |                 | Footprint Center, Phoenix Nézőszám: 17 071 Játékvezetők: Scott Foster, Tony Brothers, Pat Frahe |
| 2022. április 19. 22:00 | Brandon Ingram 37                        | Pont      | Devin Booker 31 | Footprint Center, Phoenix Nézőszám: 17 071 Játékvezetők: Scott Foster, Tony Brothers, Pat Frahe |
| 2022. április 19. 22:00 | Jonas Valančiūnas 13                     | Lepattanó | Deandre Ayton 9 | Footprint Center, Phoenix Nézőszám: 17 071 Játékvezetők: Scott Foster, Tony Brothers, Pat Frahe |
| 2022. április 19. 22:00 | Ingram, McCollum 9                       | Gólpassz  | Chris Paul 14   | Footprint Center, Phoenix Nézőszám: 17 071 Játékvezetők: Scott Foster, Tony Brothers, Pat Frahe |
| Döntetlen, 1–1          |                                          |           |                 | Footprint Center, Phoenix Nézőszám: 17 071 Játékvezetők: Scott Foster, Tony Brothers, Pat Frahe |

Harmadik mérkőzés
| 2022. április 22. 19:30   | Phoenix Suns                             | 114–111   | New Orleans Pelicans | Smoothie King Center, New Orleans Nézőszám: 18 962 Játékvezetők: Zach Zarba, Curtis Blair, Brent Barnaky |
| 2022. április 22. 19:30   | (28–29, 31–19, 22–31, 33–32) Jegyzőkönyv |           |                      | Smoothie King Center, New Orleans Nézőszám: 18 962 Játékvezetők: Zach Zarba, Curtis Blair, Brent Barnaky |
| 2022. április 22. 19:30   | Ayton, Paul 28                           | Pont      | Brandon Ingram 34    | Smoothie King Center, New Orleans Nézőszám: 18 962 Játékvezetők: Zach Zarba, Curtis Blair, Brent Barnaky |
| 2022. április 22. 19:30   | Deandre Ayton 17                         | Lepattanó | Jonas Valančiūnas 11 | Smoothie King Center, New Orleans Nézőszám: 18 962 Játékvezetők: Zach Zarba, Curtis Blair, Brent Barnaky |
| 2022. április 22. 19:30   | Chris Paul 14                            | Gólpassz  | CJ McCollum 7        | Smoothie King Center, New Orleans Nézőszám: 18 962 Játékvezetők: Zach Zarba, Curtis Blair, Brent Barnaky |
| A Phoenix Suns vezet, 2–1 |                                          |           |                      | Smoothie King Center, New Orleans Nézőszám: 18 962 Játékvezetők: Zach Zarba, Curtis Blair, Brent Barnaky |

Negyedik mérkőzés
| 2022. április 24. 21:30 | Phoenix Suns                             | 103–118   | New Orleans Pelicans | Smoothie King Center, New Orleans Nézőszám: 18 962 Játékvezetők: Marc Davis, Josh Tiven, Tom Washington, Kevin Cutler |
| 2022. április 24. 21:30 | (22–25, 29–24, 23–35, 29–34) Jegyzőkönyv |           |                      | Smoothie King Center, New Orleans Nézőszám: 18 962 Játékvezetők: Marc Davis, Josh Tiven, Tom Washington, Kevin Cutler |
| 2022. április 24. 21:30 | Deandre Ayton 23                         | Pont      | Brandon Ingram 30    | Smoothie King Center, New Orleans Nézőszám: 18 962 Játékvezetők: Marc Davis, Josh Tiven, Tom Washington, Kevin Cutler |
| 2022. április 24. 21:30 | Deandre Ayton 8                          | Lepattanó | Jonas Valančiūnas 15 | Smoothie King Center, New Orleans Nézőszám: 18 962 Játékvezetők: Marc Davis, Josh Tiven, Tom Washington, Kevin Cutler |
| 2022. április 24. 21:30 | Chris Paul 11                            | Gólpassz  | Brandon Ingram 5     | Smoothie King Center, New Orleans Nézőszám: 18 962 Játékvezetők: Marc Davis, Josh Tiven, Tom Washington, Kevin Cutler |
| Döntetlen, 2–2          |                                          |           |                      | Smoothie King Center, New Orleans Nézőszám: 18 962 Játékvezetők: Marc Davis, Josh Tiven, Tom Washington, Kevin Cutler |

Ötödik mérkőzés
| 2022. április 26. 22:00   | New Orleans Pelicans                     | 97–112    | Phoenix Suns     | Footprint Center, Phoenix Nézőszám: 17 071 Játékvezetők: David Guthrie, Courtney Kirkland, Karl Lane |
| 2022. április 26. 22:00   | (20–32, 26–27, 32–30, 19–23) Jegyzőkönyv |           |                  | Footprint Center, Phoenix Nézőszám: 17 071 Játékvezetők: David Guthrie, Courtney Kirkland, Karl Lane |
| 2022. április 26. 22:00   | Brandon Ingram 22                        | Pont      | Mikal Bridges 31 | Footprint Center, Phoenix Nézőszám: 17 071 Játékvezetők: David Guthrie, Courtney Kirkland, Karl Lane |
| 2022. április 26. 22:00   | Jonas Valančiūnas 14                     | Lepattanó | Ayton, Johnson 9 | Footprint Center, Phoenix Nézőszám: 17 071 Játékvezetők: David Guthrie, Courtney Kirkland, Karl Lane |
| 2022. április 26. 22:00   | Ingram, McCollum                         | Gólpassz  | Paul 11          | Footprint Center, Phoenix Nézőszám: 17 071 Játékvezetők: David Guthrie, Courtney Kirkland, Karl Lane |
| A Phoenix Suns vezet, 3–2 |                                          |           |                  | Footprint Center, Phoenix Nézőszám: 17 071 Játékvezetők: David Guthrie, Courtney Kirkland, Karl Lane |

Hatodik mérkőzés
| 2022. április 28. 22:00    | Phoenix Suns                             | 115–109   | New Orleans Pelicans | Smoothie King Center, New Orleans Nézőszám: 18 710 Játékvezetők: Kane Fitzgerald, Tony Brothers, Tyler Ford, Gediminas Petraitis |
| 2022. április 28. 22:00    | (28–28, 20–30, 34–27, 33–24) Jegyzőkönyv |           |                      | Smoothie King Center, New Orleans Nézőszám: 18 710 Játékvezetők: Kane Fitzgerald, Tony Brothers, Tyler Ford, Gediminas Petraitis |
| 2022. április 28. 22:00    | Chris Paul 33                            | Pont      | Brandon Ingram 21    | Smoothie King Center, New Orleans Nézőszám: 18 710 Játékvezetők: Kane Fitzgerald, Tony Brothers, Tyler Ford, Gediminas Petraitis |
| 2022. április 28. 22:00    | Deandre Ayton 7                          | Lepattanó | Valančiūnas, Nance 8 | Smoothie King Center, New Orleans Nézőszám: 18 710 Játékvezetők: Kane Fitzgerald, Tony Brothers, Tyler Ford, Gediminas Petraitis |
| 2022. április 28. 22:00    | Chris Paul 8                             | Gólpassz  | Brandon Ingram 11    | Smoothie King Center, New Orleans Nézőszám: 18 710 Játékvezetők: Kane Fitzgerald, Tony Brothers, Tyler Ford, Gediminas Petraitis |
| Phoenix Suns győzelem, 4–2 |                                          |           |                      | Smoothie King Center, New Orleans Nézőszám: 18 710 Játékvezetők: Kane Fitzgerald, Tony Brothers, Tyler Ford, Gediminas Petraitis |

#### (2) Memphis Grizzlies vs. (7) Minnesota Timberwolves
Első mérkőzés
| 2022. április 16. 15:30             | Minnesota Timberwolves                   | 130–117   | Memphis Grizzlies | FedExForum, Memphis Nézőszám: 17 794 Játékvezetők: David Guthrie, Sean Wright, Tom Washington |
| 2022. április 16. 15:30             | (41–33, 24–29, 32–30, 33–25) Jegyzőkönyv |           |                   | FedExForum, Memphis Nézőszám: 17 794 Játékvezetők: David Guthrie, Sean Wright, Tom Washington |
| 2022. április 16. 15:30             | Anthony Edwards 36                       | Pont      | Ja Morant 32      | FedExForum, Memphis Nézőszám: 17 794 Játékvezetők: David Guthrie, Sean Wright, Tom Washington |
| 2022. április 16. 15:30             | Karl-Anthony Towns 13                    | Lepattanó | Brandon Clarke 12 | FedExForum, Memphis Nézőszám: 17 794 Játékvezetők: David Guthrie, Sean Wright, Tom Washington |
| 2022. április 16. 15:30             | D’Angelo Russell 9                       | Gólpassz  | Ja Morant 8       | FedExForum, Memphis Nézőszám: 17 794 Játékvezetők: David Guthrie, Sean Wright, Tom Washington |
| A Minnesota Timberwolves vezet, 1–0 |                                          |           |                   | FedExForum, Memphis Nézőszám: 17 794 Játékvezetők: David Guthrie, Sean Wright, Tom Washington |

Második mérkőzés
| 2022. április 19. 20:30 | Minnesota Timberwolves                   | 96–124    | Memphis Grizzlies      | FedExForum, Memphis Nézőszám: 17 794 Játékvezetők: Zach Zarba, James Williams, Mitchell Ervin |
| 2022. április 19. 20:30 | (32–33, 17–27, 28–36, 19–28) Jegyzőkönyv |           |                        | FedExForum, Memphis Nézőszám: 17 794 Játékvezetők: Zach Zarba, James Williams, Mitchell Ervin |
| 2022. április 19. 20:30 | Anthony Edwards 20                       | Pont      | Ja Morant 23           | FedExForum, Memphis Nézőszám: 17 794 Játékvezetők: Zach Zarba, James Williams, Mitchell Ervin |
| 2022. április 19. 20:30 | Karl-Anthony Towns 11                    | Lepattanó | Jackson Jr., Tillman 7 | FedExForum, Memphis Nézőszám: 17 794 Játékvezetők: Zach Zarba, James Williams, Mitchell Ervin |
| 2022. április 19. 20:30 | Beverley, Russell, McLaughlin 4          | Gólpassz  | Ja Morant 10           | FedExForum, Memphis Nézőszám: 17 794 Játékvezetők: Zach Zarba, James Williams, Mitchell Ervin |
| Döntetlen, 1–1          |                                          |           |                        | FedExForum, Memphis Nézőszám: 17 794 Játékvezetők: Zach Zarba, James Williams, Mitchell Ervin |

Harmadik mérkőzés
| 2022. április 21. 19:30        | Memphis Grizzlies                        | 104–96    | Minnesota Timberwolves | Target Center, Minneapolis Nézőszám: 19 634 Játékvezetők: James Capers, Josh Tiven, Scott Twardoski, Ray Acosta |
| 2022. április 21. 19:30        | (21–39, 23–12, 23–32, 37–12) Jegyzőkönyv |           |                        | Target Center, Minneapolis Nézőszám: 19 634 Játékvezetők: James Capers, Josh Tiven, Scott Twardoski, Ray Acosta |
| 2022. április 21. 19:30        | Desmond Bane 26                          | Pont      | D’Angelo Russell 22    | Target Center, Minneapolis Nézőszám: 19 634 Játékvezetők: James Capers, Josh Tiven, Scott Twardoski, Ray Acosta |
| 2022. április 21. 19:30        | Ja Morant 10                             | Lepattanó | Jarred Vanderbilt 13   | Target Center, Minneapolis Nézőszám: 19 634 Játékvezetők: James Capers, Josh Tiven, Scott Twardoski, Ray Acosta |
| 2022. április 21. 19:30        | Ja Morant 10                             | Gólpassz  | D’Angelo Russell 8     | Target Center, Minneapolis Nézőszám: 19 634 Játékvezetők: James Capers, Josh Tiven, Scott Twardoski, Ray Acosta |
| A Memphis Grizzlies vezet, 2–1 |                                          |           |                        | Target Center, Minneapolis Nézőszám: 19 634 Játékvezetők: James Capers, Josh Tiven, Scott Twardoski, Ray Acosta |

Negyedik mérkőzés
| 2022. április 23. 22:00 | Memphis Grizzlies                        | 118–119   | Minnesota Timberwolves | Target Center, Minneapolis Nézőszám: 19 832 Játékvezetők: John Goble, Bill Kennedy, Tre Maddox, JB DeRosa |
| 2022. április 23. 22:00 | (28–33, 28–27, 31–33, 31–26) Jegyzőkönyv |           |                        | Target Center, Minneapolis Nézőszám: 19 832 Játékvezetők: John Goble, Bill Kennedy, Tre Maddox, JB DeRosa |
| 2022. április 23. 22:00 | Desmond Bane 34                          | Pont      | Karl-Anthony Towns 33  | Target Center, Minneapolis Nézőszám: 19 832 Játékvezetők: John Goble, Bill Kennedy, Tre Maddox, JB DeRosa |
| 2022. április 23. 22:00 | Ja Morant 8                              | Lepattanó | Karl-Anthony Towns 14  | Target Center, Minneapolis Nézőszám: 19 832 Játékvezetők: John Goble, Bill Kennedy, Tre Maddox, JB DeRosa |
| 2022. április 23. 22:00 | Ja Morant 15                             | Gólpassz  | D’Angelo Russell 7     | Target Center, Minneapolis Nézőszám: 19 832 Játékvezetők: John Goble, Bill Kennedy, Tre Maddox, JB DeRosa |
| Döntetlen, 2–2          |                                          |           |                        | Target Center, Minneapolis Nézőszám: 19 832 Játékvezetők: John Goble, Bill Kennedy, Tre Maddox, JB DeRosa |

Ötödik mérkőzés
| 2022. április 26. 19:30        | Minnesota Timberwolves                   | 109–111   | Memphis Grizzlies | FedExForum, Memphis Nézőszám: 17 794 Játékvezetők: Marc Davis, Tyler Ford, Gediminas Petraitis |
| 2022. április 26. 19:30        | (31–28, 24–25, 30–21, 24–37) Jegyzőkönyv |           |                   | FedExForum, Memphis Nézőszám: 17 794 Játékvezetők: Marc Davis, Tyler Ford, Gediminas Petraitis |
| 2022. április 26. 19:30        | Karl-Anthony Towns 28                    | Pont      | Ja Morant 30      | FedExForum, Memphis Nézőszám: 17 794 Játékvezetők: Marc Davis, Tyler Ford, Gediminas Petraitis |
| 2022. április 26. 19:30        | Karl-Anthony Towns 12                    | Lepattanó | Brandon Clarke 15 | FedExForum, Memphis Nézőszám: 17 794 Játékvezetők: Marc Davis, Tyler Ford, Gediminas Petraitis |
| 2022. április 26. 19:30        | D’Angelo Russell 8                       | Gólpassz  | Ja Morant 9       | FedExForum, Memphis Nézőszám: 17 794 Játékvezetők: Marc Davis, Tyler Ford, Gediminas Petraitis |
| A Memphis Grizzlies vezet, 3–2 |                                          |           |                   | FedExForum, Memphis Nézőszám: 17 794 Játékvezetők: Marc Davis, Tyler Ford, Gediminas Petraitis |

Hatodik mérkőzés
| 2022. április 29.               | Memphis Grizzlies                        | 114–106   | Minnesota Timberwolves | Target Center, Minneapolis Nézőszám: 20 323 Játékvezetők: Scott Foster, Courtney Kirkland, Mark Lindsay, Karl Lane |
| 2022. április 29.               | (28–29, 21–23, 25–32, 40–22) Jegyzőkönyv |           |                        | Target Center, Minneapolis Nézőszám: 20 323 Játékvezetők: Scott Foster, Courtney Kirkland, Mark Lindsay, Karl Lane |
| 2022. április 29.               | Brooks, Bane 23                          | Pont      | Anthony Edwards 30     | Target Center, Minneapolis Nézőszám: 20 323 Játékvezetők: Scott Foster, Courtney Kirkland, Mark Lindsay, Karl Lane |
| 2022. április 29.               | Jaren Jackson Jr. 14                     | Lepattanó | Karl-Anthony Towns 10  | Target Center, Minneapolis Nézőszám: 20 323 Játékvezetők: Scott Foster, Courtney Kirkland, Mark Lindsay, Karl Lane |
| 2022. április 29.               | Ja Morant 11                             | Gólpassz  | Anthony Edwards 5      | Target Center, Minneapolis Nézőszám: 20 323 Játékvezetők: Scott Foster, Courtney Kirkland, Mark Lindsay, Karl Lane |
| Memphis Grizzlies győzelem, 4–2 |                                          |           |                        | Target Center, Minneapolis Nézőszám: 20 323 Játékvezetők: Scott Foster, Courtney Kirkland, Mark Lindsay, Karl Lane |

#### (3) Golden State Warriors vs. (6) Denver Nuggets
Első mérkőzés
| 2022. április 16. 20:30            | Denver Nuggets                           | 107–123   | Golden State Warriors | Chase Center, San Francisco Nézőszám: 18 064 Játékvezetők: Scott Foster, Ed Malloy, Karl Lane, Kevin Cutler |
| 2022. április 16. 20:30            | (27–26, 20–32, 23–32, 37–33) Jegyzőkönyv |           |                       | Chase Center, San Francisco Nézőszám: 18 064 Játékvezetők: Scott Foster, Ed Malloy, Karl Lane, Kevin Cutler |
| 2022. április 16. 20:30            | Nikola Jokić 25                          | Pont      | Jordan Poole 30       | Chase Center, San Francisco Nézőszám: 18 064 Játékvezetők: Scott Foster, Ed Malloy, Karl Lane, Kevin Cutler |
| 2022. április 16. 20:30            | Nikola Jokić 10                          | Lepattanó | Andrew Wiggins 9      | Chase Center, San Francisco Nézőszám: 18 064 Játékvezetők: Scott Foster, Ed Malloy, Karl Lane, Kevin Cutler |
| 2022. április 16. 20:30            | Jokić, Morris 6                          | Gólpassz  | Draymond Green 9      | Chase Center, San Francisco Nézőszám: 18 064 Játékvezetők: Scott Foster, Ed Malloy, Karl Lane, Kevin Cutler |
| A Golden State Warriors vezet, 1–0 |                                          |           |                       | Chase Center, San Francisco Nézőszám: 18 064 Játékvezetők: Scott Foster, Ed Malloy, Karl Lane, Kevin Cutler |

Második mérkőzés
| 2022. április 18. 22:00            | Denver Nuggets                           | 106–126   | Golden State Warriors | Chase Center, San Francisco Nézőszám: 18 064 Játékvezetők: Kane Fitzgerald, Curtis Blair, Kevin Cutler |
| 2022. április 18. 22:00            | (26–25, 25–32, 30–44, 25–25) Jegyzőkönyv |           |                       | Chase Center, San Francisco Nézőszám: 18 064 Játékvezetők: Kane Fitzgerald, Curtis Blair, Kevin Cutler |
| 2022. április 18. 22:00            | Nikola Jokić 26                          | Pont      | Stephen Curry 34      | Chase Center, San Francisco Nézőszám: 18 064 Játékvezetők: Kane Fitzgerald, Curtis Blair, Kevin Cutler |
| 2022. április 18. 22:00            | Nikola Jokić 11                          | Lepattanó | Andrew Wiggins 8      | Chase Center, San Francisco Nézőszám: 18 064 Játékvezetők: Kane Fitzgerald, Curtis Blair, Kevin Cutler |
| 2022. április 18. 22:00            | Nikola Jokić 4                           | Gólpassz  | Jordan Poole 8        | Chase Center, San Francisco Nézőszám: 18 064 Játékvezetők: Kane Fitzgerald, Curtis Blair, Kevin Cutler |
| A Golden State Warriors vezet, 2–0 |                                          |           |                       | Chase Center, San Francisco Nézőszám: 18 064 Játékvezetők: Kane Fitzgerald, Curtis Blair, Kevin Cutler |

Harmadik mérkőzés
| 2022. április 21. 22:00            | Golden State Warriors                    | 118–113   | Denver Nuggets  | Ball Arena, Denver Nézőszám: 19 627 Játékvezetők: David Guthrie, Courtney Kirkland, Mark Lindsay, Karl Lane |
| 2022. április 21. 22:00            | (34–32, 35–27, 18–30, 31–24) Jegyzőkönyv |           |                 | Ball Arena, Denver Nézőszám: 19 627 Játékvezetők: David Guthrie, Courtney Kirkland, Mark Lindsay, Karl Lane |
| 2022. április 21. 22:00            | Curry, Poole 27                          | Pont      | Nikola Jokić 37 | Ball Arena, Denver Nézőszám: 19 627 Játékvezetők: David Guthrie, Courtney Kirkland, Mark Lindsay, Karl Lane |
| 2022. április 21. 22:00            | Andrew Wiggins 6                         | Lepattanó | Nikola Jokić 18 | Ball Arena, Denver Nézőszám: 19 627 Játékvezetők: David Guthrie, Courtney Kirkland, Mark Lindsay, Karl Lane |
| 2022. április 21. 22:00            | Draymond Green 10                        | Gólpassz  | Monte Morris 6  | Ball Arena, Denver Nézőszám: 19 627 Játékvezetők: David Guthrie, Courtney Kirkland, Mark Lindsay, Karl Lane |
| A Golden State Warriors vezet, 3–0 |                                          |           |                 | Ball Arena, Denver Nézőszám: 19 627 Játékvezetők: David Guthrie, Courtney Kirkland, Mark Lindsay, Karl Lane |

Negyedik mérkőzés
| 2022. április 24. 15:30            | Golden State Warriors                     | 121–126   | Denver Nuggets  | Ball Arena, Denver Nézőszám: 19 628 Játékvezetők: Zach Zarba, Pat Fraher, Mitchell Ervin, Justin Van Duyne |
| 2022. április 24. 15:30            | (21–'26, 31–37, 37–35, 32–28) Jegyzőkönyv |           |                 | Ball Arena, Denver Nézőszám: 19 628 Játékvezetők: Zach Zarba, Pat Fraher, Mitchell Ervin, Justin Van Duyne |
| 2022. április 24. 15:30            | Stephen Curry 30                          | Pont      | Nikola Jokić 37 | Ball Arena, Denver Nézőszám: 19 628 Játékvezetők: Zach Zarba, Pat Fraher, Mitchell Ervin, Justin Van Duyne |
| 2022. április 24. 15:30            | Draymond Green 11                         | Lepattanó | Nikola Jokić 8  | Ball Arena, Denver Nézőszám: 19 628 Játékvezetők: Zach Zarba, Pat Fraher, Mitchell Ervin, Justin Van Duyne |
| 2022. április 24. 15:30            | Jordan Poole 9                            | Gólpassz  | Bones Hyland 7  | Ball Arena, Denver Nézőszám: 19 628 Játékvezetők: Zach Zarba, Pat Fraher, Mitchell Ervin, Justin Van Duyne |
| A Golden State Warriors vezet, 3–1 |                                           |           |                 | Ball Arena, Denver Nézőszám: 19 628 Játékvezetők: Zach Zarba, Pat Fraher, Mitchell Ervin, Justin Van Duyne |

Ötödik mérkőzés
| 2022. április 27. 22:00             | Denver Nuggets                           | 98–102    | Golden State Warriors | Chase Center, San Francisco Nézőszám: 18 064 Játékvezetők: James Capers, Josh Tiven, Brian Forte, Scott Twardosk |
| 2022. április 27. 22:00             | (25–30, 23–18, 30–22, 20–32) Jegyzőkönyv |           |                       | Chase Center, San Francisco Nézőszám: 18 064 Játékvezetők: James Capers, Josh Tiven, Brian Forte, Scott Twardosk |
| 2022. április 27. 22:00             | Nikola Jokić 30                          | Pont      | Stephen Curry 30      | Chase Center, San Francisco Nézőszám: 18 064 Játékvezetők: James Capers, Josh Tiven, Brian Forte, Scott Twardosk |
| 2022. április 27. 22:00             | Nikola Jokić 19                          | Lepattanó | Klay Thompson 9       | Chase Center, San Francisco Nézőszám: 18 064 Játékvezetők: James Capers, Josh Tiven, Brian Forte, Scott Twardosk |
| 2022. április 27. 22:00             | Nikola Jokić 8                           | Gólpassz  | Draymond Green 6      | Chase Center, San Francisco Nézőszám: 18 064 Játékvezetők: James Capers, Josh Tiven, Brian Forte, Scott Twardosk |
| Golden State Warriors győzelem, 4–1 |                                          |           |                       | Chase Center, San Francisco Nézőszám: 18 064 Játékvezetők: James Capers, Josh Tiven, Brian Forte, Scott Twardosk |

#### (4) Dallas Mavericks vs. (5) Utah Jazz
Első mérkőzés
| 2022. április 16. 13:00 | Utah Jazz                                | 99–93     | Dallas Mavericks    | American Airlines Center, Dallas Nézőszám: 20 013 Játékvezetők: James Capers, Pat Fraher, Tyler Ford, Scott Twardoski |
| 2022. április 16. 13:00 | (20–23, 25–20, 28–22, 26–28) Jegyzőkönyv |           |                     | American Airlines Center, Dallas Nézőszám: 20 013 Játékvezetők: James Capers, Pat Fraher, Tyler Ford, Scott Twardoski |
| 2022. április 16. 13:00 | Donovan Mitchell 32                      | Pont      | Jalen Brunson 24    | American Airlines Center, Dallas Nézőszám: 20 013 Játékvezetők: James Capers, Pat Fraher, Tyler Ford, Scott Twardoski |
| 2022. április 16. 13:00 | Rudy Gobert 17                           | Lepattanó | Jalen Brunson 7     | American Airlines Center, Dallas Nézőszám: 20 013 Játékvezetők: James Capers, Pat Fraher, Tyler Ford, Scott Twardoski |
| 2022. április 16. 13:00 | Donovan Mitchell 6                       | Gólpassz  | Spencer Dinwiddie 8 | American Airlines Center, Dallas Nézőszám: 20 013 Játékvezetők: James Capers, Pat Fraher, Tyler Ford, Scott Twardoski |
| A Utah Jazz vezet, 1–0  |                                          |           |                     | American Airlines Center, Dallas Nézőszám: 20 013 Játékvezetők: James Capers, Pat Fraher, Tyler Ford, Scott Twardoski |

Második mérkőzés
| 2022. április 18. 20:30 | Utah Jazz                                | 104–110   | Dallas Mavericks    | American Airlines Center, Dallas Nézőszám: 20 113 Játékvezetők: David Guthrie, Courtney Kirkland, Ed Malloy |
| 2022. április 18. 20:30 | (24–24, 31–24, 26–29, 23–33) Jegyzőkönyv |           |                     | American Airlines Center, Dallas Nézőszám: 20 113 Játékvezetők: David Guthrie, Courtney Kirkland, Ed Malloy |
| 2022. április 18. 20:30 | Donovan Mitchell 34                      | Pont      | Jalen Brunson 41    | American Airlines Center, Dallas Nézőszám: 20 113 Játékvezetők: David Guthrie, Courtney Kirkland, Ed Malloy |
| 2022. április 18. 20:30 | Rudy Gobert 17                           | Lepattanó | Jalen Brunson 8     | American Airlines Center, Dallas Nézőszám: 20 113 Játékvezetők: David Guthrie, Courtney Kirkland, Ed Malloy |
| 2022. április 18. 20:30 | Donovan Mitchell 5                       | Gólpassz  | Spencer Dinwiddie 6 | American Airlines Center, Dallas Nézőszám: 20 113 Játékvezetők: David Guthrie, Courtney Kirkland, Ed Malloy |
| Döntetlen, 1–1          |                                          |           |                     | American Airlines Center, Dallas Nézőszám: 20 113 Játékvezetők: David Guthrie, Courtney Kirkland, Ed Malloy |

Harmadik mérkőzés
| 2022. április 21. 21:00       | Dallas Mavericks                         | 126–118   | Utah Jazz           | Vivint Arena, Salt Lake City Nézőszám: 18 306 Játékvezetők: John Goble, Tre Maddox, Nick Buchert, Eric Dalen |
| 2022. április 21. 21:00       | (27–20, 41–31, 29–40, 29–27) Jegyzőkönyv |           |                     | Vivint Arena, Salt Lake City Nézőszám: 18 306 Játékvezetők: John Goble, Tre Maddox, Nick Buchert, Eric Dalen |
| 2022. április 21. 21:00       | Jalen Brunson 31                         | Pont      | Donovan Mitchell 32 | Vivint Arena, Salt Lake City Nézőszám: 18 306 Játékvezetők: John Goble, Tre Maddox, Nick Buchert, Eric Dalen |
| 2022. április 21. 21:00       | Dorian Finney-Smith 8                    | Lepattanó | Rudy Gobert 7       | Vivint Arena, Salt Lake City Nézőszám: 18 306 Játékvezetők: John Goble, Tre Maddox, Nick Buchert, Eric Dalen |
| 2022. április 21. 21:00       | Dinwiddie, Green 6                       | Gólpassz  | Mitchell, Conley 6  | Vivint Arena, Salt Lake City Nézőszám: 18 306 Játékvezetők: John Goble, Tre Maddox, Nick Buchert, Eric Dalen |
| A Dallas Mavericks vezet, 2–1 |                                          |           |                     | Vivint Arena, Salt Lake City Nézőszám: 18 306 Játékvezetők: John Goble, Tre Maddox, Nick Buchert, Eric Dalen |

Negyedik mérkőzés
| 2022. április 23. 16:30 | Dallas Mavericks                         | 99–100    | Utah Jazz          | Vivint Arena, Salt Lake City Nézőszám: 18 306 Játékvezetők: Kane Fitzgerald, James Williams, Michael Smith, Eric Dalen |
| 2022. április 23. 16:30 | (23–24, 19–30, 39–24, 18–22) Jegyzőkönyv |           |                    | Vivint Arena, Salt Lake City Nézőszám: 18 306 Játékvezetők: Kane Fitzgerald, James Williams, Michael Smith, Eric Dalen |
| 2022. április 23. 16:30 | Luka Dončić 30                           | Pont      | Jordan Clarkson 25 | Vivint Arena, Salt Lake City Nézőszám: 18 306 Játékvezetők: Kane Fitzgerald, James Williams, Michael Smith, Eric Dalen |
| 2022. április 23. 16:30 | Luka Dončić 10                           | Lepattanó | Rudy Gobert 15     | Vivint Arena, Salt Lake City Nézőszám: 18 306 Játékvezetők: Kane Fitzgerald, James Williams, Michael Smith, Eric Dalen |
| 2022. április 23. 16:30 | Luka Dončić 4                            | Gólpassz  | Donovan Mitchell 7 | Vivint Arena, Salt Lake City Nézőszám: 18 306 Játékvezetők: Kane Fitzgerald, James Williams, Michael Smith, Eric Dalen |
| Döntetlen, 2–2          |                                          |           |                    | Vivint Arena, Salt Lake City Nézőszám: 18 306 Játékvezetők: Kane Fitzgerald, James Williams, Michael Smith, Eric Dalen |

Ötödik mérkőzés
| 2022. április 25. 21:30       | Utah Jazz                                | 77–102    | Dallas Mavericks | American Airlines Center, Dallas Nézőszám: 20 577 Játékvezetők: James Capers, Tony Brothers, Jacyn Goble |
| 2022. április 25. 21:30       | (18–24, 18–28, 19–29, 22–21) Jegyzőkönyv |           |                  | American Airlines Center, Dallas Nézőszám: 20 577 Játékvezetők: James Capers, Tony Brothers, Jacyn Goble |
| 2022. április 25. 21:30       | Jordan Clarkson 20                       | Pont      | Luka Dončić 33   | American Airlines Center, Dallas Nézőszám: 20 577 Játékvezetők: James Capers, Tony Brothers, Jacyn Goble |
| 2022. április 25. 21:30       | Rudy Gobert 11                           | Lepattanó | Luka Dončić 13   | American Airlines Center, Dallas Nézőszám: 20 577 Játékvezetők: James Capers, Tony Brothers, Jacyn Goble |
| 2022. április 25. 21:30       | Mike Conley Jr. 5                        | Gólpassz  | Luka Dončić 5    | American Airlines Center, Dallas Nézőszám: 20 577 Játékvezetők: James Capers, Tony Brothers, Jacyn Goble |
| A Dallas Mavericks vezet, 3–2 |                                          |           |                  | American Airlines Center, Dallas Nézőszám: 20 577 Játékvezetők: James Capers, Tony Brothers, Jacyn Goble |

Hatodik mérkőzés
| 2022. április 28. 22:00        | Dallas Mavericks                         | 98–96     | Utah Jazz           | Vivint Arena, Salt Lake City Nézőszám: 18 306 Játékvezetők: David Guthrie, Sean Wright, Pat Fraher, JB DeRosa |
| 2022. április 28. 22:00        | (15–21, 26–32, 36–19, 21–24) Jegyzőkönyv |           |                     | Vivint Arena, Salt Lake City Nézőszám: 18 306 Játékvezetők: David Guthrie, Sean Wright, Pat Fraher, JB DeRosa |
| 2022. április 28. 22:00        | Brunson, Dončić 24                       | Pont      | Donovan Mitchell 23 | Vivint Arena, Salt Lake City Nézőszám: 18 306 Játékvezetők: David Guthrie, Sean Wright, Pat Fraher, JB DeRosa |
| 2022. április 28. 22:00        | Dorian Finney-Smith 10                   | Lepattanó | Rudy Gobert 12      | Vivint Arena, Salt Lake City Nézőszám: 18 306 Játékvezetők: David Guthrie, Sean Wright, Pat Fraher, JB DeRosa |
| 2022. április 28. 22:00        | Luka Dončić 8                            | Gólpassz  | Donovan Mitchell 9  | Vivint Arena, Salt Lake City Nézőszám: 18 306 Játékvezetők: David Guthrie, Sean Wright, Pat Fraher, JB DeRosa |
| Dallas Mavericks győzelem, 4–2 |                                          |           |                     | Vivint Arena, Salt Lake City Nézőszám: 18 306 Játékvezetők: David Guthrie, Sean Wright, Pat Fraher, JB DeRosa |

## Főcsoport-elődöntő

### Keleti főcsoport

#### (1) Miami Heat vs. (4) Philadelphia 76ers
Első mérkőzés
| 2022. május 2. 19:30    | Philadelphia 76ers                       | 106–92    | Miami Heat     | FTX Arena, Miami Nézőszám: 19 620 Játékvezetők: Marc Davis, Sean Wright, Mark Lindsay |
| 2022. május 2. 19:30    | (22–30, 29–20, 21–30, 20–26) Jegyzőkönyv |           |                | FTX Arena, Miami Nézőszám: 19 620 Játékvezetők: Marc Davis, Sean Wright, Mark Lindsay |
| 2022. május 2. 19:30    | Tobias Harris 27                         | Pont      | Tyler Herro 25 | FTX Arena, Miami Nézőszám: 19 620 Játékvezetők: Marc Davis, Sean Wright, Mark Lindsay |
| 2022. május 2. 19:30    | Paul Reed 9                              | Lepattanó | Bam Adebayo 12 | FTX Arena, Miami Nézőszám: 19 620 Játékvezetők: Marc Davis, Sean Wright, Mark Lindsay |
| 2022. május 2. 19:30    | James Harden 5                           | Gólpassz  | Tyler Herro 7  | FTX Arena, Miami Nézőszám: 19 620 Játékvezetők: Marc Davis, Sean Wright, Mark Lindsay |
| A Miami Heat vezet, 1–0 |                                          |           |                | FTX Arena, Miami Nézőszám: 19 620 Játékvezetők: Marc Davis, Sean Wright, Mark Lindsay |

Második mérkőzés
| 2022. május 4. 19:30    | Philadelphia 76ers                       | 103–119   | Miami Heat      | FTX Arena, Miami Nézőszám: 19 759 Játékvezetők: Zach Zarba, Josh Tiven, Tom Washington |
| 2022. május 4. 19:30    | (24–31, 28–29, 28–31, 23–28) Jegyzőkönyv |           |                 | FTX Arena, Miami Nézőszám: 19 759 Játékvezetők: Zach Zarba, Josh Tiven, Tom Washington |
| 2022. május 4. 19:30    | Tyrese Maxey 34                          | Pont      | Bam Adebayo 23  | FTX Arena, Miami Nézőszám: 19 759 Játékvezetők: Zach Zarba, Josh Tiven, Tom Washington |
| 2022. május 4. 19:30    | Furkan Korkmaz 6                         | Lepattanó | Bam Adebayo 9   | FTX Arena, Miami Nézőszám: 19 759 Játékvezetők: Zach Zarba, Josh Tiven, Tom Washington |
| 2022. május 4. 19:30    | James Harden 9                           | Gólpassz  | Jimmy Butler 12 | FTX Arena, Miami Nézőszám: 19 759 Játékvezetők: Zach Zarba, Josh Tiven, Tom Washington |
| A Miami Heat vezet, 2–0 |                                          |           |                 | FTX Arena, Miami Nézőszám: 19 759 Játékvezetők: Zach Zarba, Josh Tiven, Tom Washington |

Harmadik mérkőzés
| 2022. május 6. 19:00    | Miami Heat                               | 79–99     | Philadelphia 76ers | Wells Fargo Center, Philadelphia Nézőszám: 21 033 Játékvezetők: James Capers, Ben Taylor, Ed Malloy |
| 2022. május 6. 19:00    | (17–21, 17–20, 31–27, 14–31) Jegyzőkönyv |           |                    | Wells Fargo Center, Philadelphia Nézőszám: 21 033 Játékvezetők: James Capers, Ben Taylor, Ed Malloy |
| 2022. május 6. 19:00    | Jimmy Butler 33                          | Pont      | Green, Maxey 21    | Wells Fargo Center, Philadelphia Nézőszám: 21 033 Játékvezetők: James Capers, Ben Taylor, Ed Malloy |
| 2022. május 6. 19:00    | Jimmy Butler 9                           | Lepattanó | Joel Embiid 11     | Wells Fargo Center, Philadelphia Nézőszám: 21 033 Játékvezetők: James Capers, Ben Taylor, Ed Malloy |
| 2022. május 6. 19:00    | Kyle Lowry 3                             | Gólpassz  | Tobias Harris 8    | Wells Fargo Center, Philadelphia Nézőszám: 21 033 Játékvezetők: James Capers, Ben Taylor, Ed Malloy |
| A Miami Heat vezet, 2–1 |                                          |           |                    | Wells Fargo Center, Philadelphia Nézőszám: 21 033 Játékvezetők: James Capers, Ben Taylor, Ed Malloy |

Negyedik mérkőzés
| 2022. május 8. 20:00 | Miami Heat                               | 108–116   | Philadelphia 76ers | Wells Fargo Center, Philadelphia Nézőszám: 21 194 Játékvezetők: Scott Foster, Eric Lewis, Brian Forte |
| 2022. május 8. 20:00 | (28–30, 28–34, 29–25, 23–27) Jegyzőkönyv |           |                    | Wells Fargo Center, Philadelphia Nézőszám: 21 194 Játékvezetők: Scott Foster, Eric Lewis, Brian Forte |
| 2022. május 8. 20:00 | Jimmy Butler 40                          | Pont      | James Harden 31    | Wells Fargo Center, Philadelphia Nézőszám: 21 194 Játékvezetők: Scott Foster, Eric Lewis, Brian Forte |
| 2022. május 8. 20:00 | Tyler Herro 10                           | Lepattanó | Joel Embiid 11     | Wells Fargo Center, Philadelphia Nézőszám: 21 194 Játékvezetők: Scott Foster, Eric Lewis, Brian Forte |
| 2022. május 8. 20:00 | Kyle Lowry 7                             | Gólpassz  | James Harden 9     | Wells Fargo Center, Philadelphia Nézőszám: 21 194 Játékvezetők: Scott Foster, Eric Lewis, Brian Forte |
| Döntetlen, 2–2       |                                          |           |                    | Wells Fargo Center, Philadelphia Nézőszám: 21 194 Játékvezetők: Scott Foster, Eric Lewis, Brian Forte |

Ötödik mérkőzés
| 2022. május 10. 19:30   | Philadelphia 76ers                       | 85–120    | Miami Heat      | FTX Arena, Miami Nézőszám: 19 868 Játékvezetők: Kane Fitzgerald, James Williams, Tyler Ford |
| 2022. május 10. 19:30   | (19–31, 25–25, 22–25, 19–39) Jegyzőkönyv |           |                 | FTX Arena, Miami Nézőszám: 19 868 Játékvezetők: Kane Fitzgerald, James Williams, Tyler Ford |
| 2022. május 10. 19:30   | Joel Embiid 17                           | Pont      | Jimmy Butler 23 | FTX Arena, Miami Nézőszám: 19 868 Játékvezetők: Kane Fitzgerald, James Williams, Tyler Ford |
| 2022. május 10. 19:30   | Paul Reed 8                              | Lepattanó | Max Strus 10    | FTX Arena, Miami Nézőszám: 19 868 Játékvezetők: Kane Fitzgerald, James Williams, Tyler Ford |
| 2022. május 10. 19:30   | James Harden 4                           | Gólpassz  | P.J. Tucker 7   | FTX Arena, Miami Nézőszám: 19 868 Játékvezetők: Kane Fitzgerald, James Williams, Tyler Ford |
| A Miami Heat vezet, 3–2 |                                          |           |                 | FTX Arena, Miami Nézőszám: 19 868 Játékvezetők: Kane Fitzgerald, James Williams, Tyler Ford |

Hatodik mérkőzés
| 2022. május 12. 19:00    | Miami Heat                               | 99–90     | Philadelphia 76ers | Wells Fargo Center, Philadelphia Nézőszám: 21 082 Játékvezetők: David Guthrie, John Goble, Curtis Blair |
| 2022. május 12. 19:00    | (28–25, 21–23, 25–15, 25–27) Jegyzőkönyv |           |                    | Wells Fargo Center, Philadelphia Nézőszám: 21 082 Játékvezetők: David Guthrie, John Goble, Curtis Blair |
| 2022. május 12. 19:00    | Jimmy Butler 32                          | Pont      | Embiid, Maxey 20   | Wells Fargo Center, Philadelphia Nézőszám: 21 082 Játékvezetők: David Guthrie, John Goble, Curtis Blair |
| 2022. május 12. 19:00    | Max Strus 11                             | Lepattanó | Joel Embiid 12     | Wells Fargo Center, Philadelphia Nézőszám: 21 082 Játékvezetők: David Guthrie, John Goble, Curtis Blair |
| 2022. május 12. 19:00    | Gabe Vincent 6                           | Gólpassz  | James Harden 9     | Wells Fargo Center, Philadelphia Nézőszám: 21 082 Játékvezetők: David Guthrie, John Goble, Curtis Blair |
| Miami Heat győzelem, 4–2 |                                          |           |                    | Wells Fargo Center, Philadelphia Nézőszám: 21 082 Játékvezetők: David Guthrie, John Goble, Curtis Blair |

#### (2) Boston Celtics vs. (3) Milwaukee Bucks
Első mérkőzés
| 2022. május 1. 13:00         | Milwaukee Bucks                          | 101–89    | Boston Celtics  | TD Garden, Boston Nézőszám: 19 156 Játékvezetők: Scott Foster, Curtis Blair, Ed Malloy |
| 2022. május 1. 13:00         | (27–24, 29–22, 22–24, 23–19) Jegyzőkönyv |           |                 | TD Garden, Boston Nézőszám: 19 156 Játékvezetők: Scott Foster, Curtis Blair, Ed Malloy |
| 2022. május 1. 13:00         | Jrue Holiday 25                          | Pont      | Jayson Tatum 21 | TD Garden, Boston Nézőszám: 19 156 Játékvezetők: Scott Foster, Curtis Blair, Ed Malloy |
| 2022. május 1. 13:00         | Jánisz Antetokúnmpo 13                   | Lepattanó | Al Horford 10   | TD Garden, Boston Nézőszám: 19 156 Játékvezetők: Scott Foster, Curtis Blair, Ed Malloy |
| 2022. május 1. 13:00         | Jánisz Antetokúnmpo 12                   | Gólpassz  | Tatum, Smart 6  | TD Garden, Boston Nézőszám: 19 156 Játékvezetők: Scott Foster, Curtis Blair, Ed Malloy |
| A Milwaukee Bucks vezet, 1–0 |                                          |           |                 | TD Garden, Boston Nézőszám: 19 156 Játékvezetők: Scott Foster, Curtis Blair, Ed Malloy |

Második mérkőzés
| 2022. május 3. 19:00 | Milwaukee Bucks                          | 86–109    | Boston Celtics  | TD Garden, Boston Nézőszám: 19 156 Játékvezetők: David Guthrie, Courtney Kirkland, Tyler Ford |
| 2022. május 3. 19:00 | (21–32, 19–33, 26–18, 20–26) Jegyzőkönyv |           |                 | TD Garden, Boston Nézőszám: 19 156 Játékvezetők: David Guthrie, Courtney Kirkland, Tyler Ford |
| 2022. május 3. 19:00 | Jánisz Antetokúnmpo 28                   | Pont      | Jaylen Brown 30 | TD Garden, Boston Nézőszám: 19 156 Játékvezetők: David Guthrie, Courtney Kirkland, Tyler Ford |
| 2022. május 3. 19:00 | Jánisz Antetokúnmpo 9                    | Lepattanó | Al Horford 11   | TD Garden, Boston Nézőszám: 19 156 Játékvezetők: David Guthrie, Courtney Kirkland, Tyler Ford |
| 2022. május 3. 19:00 | Andetokumbo, Holiday 7                   | Gólpassz  | Jayson Tatum 8  | TD Garden, Boston Nézőszám: 19 156 Játékvezetők: David Guthrie, Courtney Kirkland, Tyler Ford |
| Döntetlen, 1–1       |                                          |           |                 | TD Garden, Boston Nézőszám: 19 156 Játékvezetők: David Guthrie, Courtney Kirkland, Tyler Ford |

Harmadik mérkőzés
| 2022. május 7. 15:30         | Boston Celtics                            | 101–103   | Milwaukee Bucks        | Fiserv Forum, Milwaukee Nézőszám: 17 736 Játékvezetők: Zach Zarba, Sean Wright, Pat Fraher |
| 2022. május 7. 15:30         | (19–22, 31–24, 17–34, '34–23) Jegyzőkönyv |           |                        | Fiserv Forum, Milwaukee Nézőszám: 17 736 Játékvezetők: Zach Zarba, Sean Wright, Pat Fraher |
| 2022. május 7. 15:30         | Jaylen Brown 27                           | Pont      | Jánisz Antetokúnmpo 42 | Fiserv Forum, Milwaukee Nézőszám: 17 736 Játékvezetők: Zach Zarba, Sean Wright, Pat Fraher |
| 2022. május 7. 15:30         | Al Horford 16                             | Lepattanó | Jánisz Antetokúnmpo 12 | Fiserv Forum, Milwaukee Nézőszám: 17 736 Játékvezetők: Zach Zarba, Sean Wright, Pat Fraher |
| 2022. május 7. 15:30         | Al Horford 5                              | Gólpassz  | Jánisz Antetokúnmpo 8  | Fiserv Forum, Milwaukee Nézőszám: 17 736 Játékvezetők: Zach Zarba, Sean Wright, Pat Fraher |
| A Milwaukee Bucks vezet, 2–1 |                                           |           |                        | Fiserv Forum, Milwaukee Nézőszám: 17 736 Játékvezetők: Zach Zarba, Sean Wright, Pat Fraher |

Negyedik mérkőzés
| 2022. május 9. 19:30 | Boston Celtics                           | 116–108   | Milwaukee Bucks        | Fiserv Forum, Milwaukee Nézőszám: 17 505 Játékvezetők: James Capers, Tony Brothers, Jacyn Goble |
| 2022. május 9. 19:30 | (18–25, 29–23, 26–32, 43–28) Jegyzőkönyv |           |                        | Fiserv Forum, Milwaukee Nézőszám: 17 505 Játékvezetők: James Capers, Tony Brothers, Jacyn Goble |
| 2022. május 9. 19:30 | Tatum, Horford 30                        | Pont      | Jánisz Antetokúnmpo 34 | Fiserv Forum, Milwaukee Nézőszám: 17 505 Játékvezetők: James Capers, Tony Brothers, Jacyn Goble |
| 2022. május 9. 19:30 | Jayson Tatum 13                          | Lepattanó | Jánisz Antetokúnmpo 18 | Fiserv Forum, Milwaukee Nézőszám: 17 505 Játékvezetők: James Capers, Tony Brothers, Jacyn Goble |
| 2022. május 9. 19:30 | Marcus Smart 8                           | Gólpassz  | Jrue Holiday 9         | Fiserv Forum, Milwaukee Nézőszám: 17 505 Játékvezetők: James Capers, Tony Brothers, Jacyn Goble |
| Döntetlen, 2–2       |                                          |           |                        | Fiserv Forum, Milwaukee Nézőszám: 17 505 Játékvezetők: James Capers, Tony Brothers, Jacyn Goble |

Ötödik mérkőzés
| 2022. május 11. 19:00        | Milwaukee Bucks                          | 110–107   | Boston Celtics          | TD Garden, Boston Nézőszám: 19 156 Játékvezetők: Marc Davis, Josh Tiven, Mark Lindsay |
| 2022. május 11. 19:00        | (28–26, 19–28, 30–32, 33–21) Jegyzőkönyv |           |                         | TD Garden, Boston Nézőszám: 19 156 Játékvezetők: Marc Davis, Josh Tiven, Mark Lindsay |
| 2022. május 11. 19:00        | Jánisz Antetokúnmpo 40                   | Pont      | Jayson Tatum 34         | TD Garden, Boston Nézőszám: 19 156 Játékvezetők: Marc Davis, Josh Tiven, Mark Lindsay |
| 2022. május 11. 19:00        | Bobby Portis 15                          | Lepattanó | Brown, Horford 8        | TD Garden, Boston Nézőszám: 19 156 Játékvezetők: Marc Davis, Josh Tiven, Mark Lindsay |
| 2022. május 11. 19:00        | Jrue Holiday 8                           | Gólpassz  | Brown, Horford, White 6 | TD Garden, Boston Nézőszám: 19 156 Játékvezetők: Marc Davis, Josh Tiven, Mark Lindsay |
| A Milwaukee Bucks vezet, 3–2 |                                          |           |                         | TD Garden, Boston Nézőszám: 19 156 Játékvezetők: Marc Davis, Josh Tiven, Mark Lindsay |

Hatodik mérkőzés
| 2022. május 13. 19:30 | Boston Celtics                           | 108–95    | Milwaukee Bucks        | Fiserv Forum, Milwaukee Nézőszám: 17 681 Játékvezetők: Eric Lewis, Ben Taylor, Tre Maddox |
| 2022. május 13. 19:30 | (28–26, 25–17, 29–27, 26–25) Jegyzőkönyv |           |                        | Fiserv Forum, Milwaukee Nézőszám: 17 681 Játékvezetők: Eric Lewis, Ben Taylor, Tre Maddox |
| 2022. május 13. 19:30 | Jayson Tatum 46                          | Pont      | Jánisz Antetokúnmpo 44 | Fiserv Forum, Milwaukee Nézőszám: 17 681 Játékvezetők: Eric Lewis, Ben Taylor, Tre Maddox |
| 2022. május 13. 19:30 | Al Horford 10                            | Lepattanó | Jánisz Antetokúnmpo 20 | Fiserv Forum, Milwaukee Nézőszám: 17 681 Játékvezetők: Eric Lewis, Ben Taylor, Tre Maddox |
| 2022. május 13. 19:30 | Marcus Smart 7                           | Gólpassz  | Jánisz Antetokúnmpo 6  | Fiserv Forum, Milwaukee Nézőszám: 17 681 Játékvezetők: Eric Lewis, Ben Taylor, Tre Maddox |
| Döntetlen, 3–3        |                                          |           |                        | Fiserv Forum, Milwaukee Nézőszám: 17 681 Játékvezetők: Eric Lewis, Ben Taylor, Tre Maddox |

Hetedik mérkőzés
| 2022. május 15. 15:30        | Milwaukee Bucks                          | 81–109    | Boston Celtics    | TD Garden, Boston Nézőszám: 19 156 Játékvezetők: James Capers, Kane Fitzgerald, John Goble |
| 2022. május 15. 15:30        | (26–20, 17–28, 21–31, 17–30) Jegyzőkönyv |           |                   | TD Garden, Boston Nézőszám: 19 156 Játékvezetők: James Capers, Kane Fitzgerald, John Goble |
| 2022. május 15. 15:30        | Jánisz Antetokúnmpo 25                   | Pont      | Grant Williams 27 | TD Garden, Boston Nézőszám: 19 156 Játékvezetők: James Capers, Kane Fitzgerald, John Goble |
| 2022. május 15. 15:30        | Jánisz Antetokúnmpo 20                   | Lepattanó | Al Horford 10     | TD Garden, Boston Nézőszám: 19 156 Játékvezetők: James Capers, Kane Fitzgerald, John Goble |
| 2022. május 15. 15:30        | Jánisz Antetokúnmpo 9                    | Gólpassz  | Marcus Smart 10   | TD Garden, Boston Nézőszám: 19 156 Játékvezetők: James Capers, Kane Fitzgerald, John Goble |
| Boston Celtics győzelem, 4–3 |                                          |           |                   | TD Garden, Boston Nézőszám: 19 156 Játékvezetők: James Capers, Kane Fitzgerald, John Goble |

### Nyugati főcsoport

#### (1) Phoenix Suns vs. (4) Dallas Mavericks
Első mérkőzés
| 2022. május 2. 22:00      | Dallas Mavericks                         | 114–121   | Phoenix Suns     | Footprint Center, Phoenix Nézőszám: 17 071 Játékvezetők: Zach Zarba, Josh Tiven, Bill Kennedy |
| 2022. május 2. 22:00      | (25–35, 31–34, 23–27, 35–25) Jegyzőkönyv |           |                  | Footprint Center, Phoenix Nézőszám: 17 071 Játékvezetők: Zach Zarba, Josh Tiven, Bill Kennedy |
| 2022. május 2. 22:00      | Luka Dončić 45                           | Pont      | Deandre Ayton 25 | Footprint Center, Phoenix Nézőszám: 17 071 Játékvezetők: Zach Zarba, Josh Tiven, Bill Kennedy |
| 2022. május 2. 22:00      | Luka Dončić 12                           | Lepattanó | Devin Booker 9   | Footprint Center, Phoenix Nézőszám: 17 071 Játékvezetők: Zach Zarba, Josh Tiven, Bill Kennedy |
| 2022. május 2. 22:00      | Luka Dončić 8                            | Gólpassz  | Devin Booker 8   | Footprint Center, Phoenix Nézőszám: 17 071 Játékvezetők: Zach Zarba, Josh Tiven, Bill Kennedy |
| A Phoenix Suns vezet, 1–0 |                                          |           |                  | Footprint Center, Phoenix Nézőszám: 17 071 Játékvezetők: Zach Zarba, Josh Tiven, Bill Kennedy |

Második mérkőzés
| 2022. május 4. 22:00      | Dallas Mavericks                         | 109–129   | Phoenix Suns    | Footprint Center, Phoenix Nézőszám: 17 071 Játékvezetők: James Capers, Tony Brothers, Ben Taylor |
| 2022. május 4. 22:00      | (28–32, 32–26, 23–31, 26–40) Jegyzőkönyv |           |                 | Footprint Center, Phoenix Nézőszám: 17 071 Játékvezetők: James Capers, Tony Brothers, Ben Taylor |
| 2022. május 4. 22:00      | Luka Dončić 35                           | Pont      | Devin Booker 30 | Footprint Center, Phoenix Nézőszám: 17 071 Játékvezetők: James Capers, Tony Brothers, Ben Taylor |
| 2022. május 4. 22:00      | Dončić, Jalen Brunson 5                  | Lepattanó | Jae Crowder 7   | Footprint Center, Phoenix Nézőszám: 17 071 Játékvezetők: James Capers, Tony Brothers, Ben Taylor |
| 2022. május 4. 22:00      | Luka Dončić 7                            | Gólpassz  | Chris Paul 8    | Footprint Center, Phoenix Nézőszám: 17 071 Játékvezetők: James Capers, Tony Brothers, Ben Taylor |
| A Phoenix Suns vezet, 2–0 |                                          |           |                 | Footprint Center, Phoenix Nézőszám: 17 071 Játékvezetők: James Capers, Tony Brothers, Ben Taylor |

Harmadik mérkőzés
| 2022. május 6. 21:30      | Phoenix Suns                             | 94–103    | Dallas Mavericks | American Airlines Center, Dallas Nézőszám: 20 777 Játékvezetők: Marc Davis, John Goble, Rodney Mott |
| 2022. május 6. 21:30      | (20–29, 24–22, 23–31, 27–21) Jegyzőkönyv |           |                  | American Airlines Center, Dallas Nézőszám: 20 777 Játékvezetők: Marc Davis, John Goble, Rodney Mott |
| 2022. május 6. 21:30      | Jae Crowder 19                           | Pont      | Jalen Brunson 28 | American Airlines Center, Dallas Nézőszám: 20 777 Játékvezetők: Marc Davis, John Goble, Rodney Mott |
| 2022. május 6. 21:30      | Deandre Ayton 11                         | Lepattanó | Luka Dončić 13   | American Airlines Center, Dallas Nézőszám: 20 777 Játékvezetők: Marc Davis, John Goble, Rodney Mott |
| 2022. május 6. 21:30      | Devin Booker 6                           | Gólpassz  | Luka Dončić 9    | American Airlines Center, Dallas Nézőszám: 20 777 Játékvezetők: Marc Davis, John Goble, Rodney Mott |
| A Phoenix Suns vezet, 2–1 |                                          |           |                  | American Airlines Center, Dallas Nézőszám: 20 777 Játékvezetők: Marc Davis, John Goble, Rodney Mott |

Negyedik mérkőzés
| 2022. május 8. 15:30 | Phoenix Suns                             | 101–111   | Dallas Mavericks      | American Airlines Center, Dallas Nézőszám: 20 610 Játékvezetők: Kane Fitzgerald, James Williams, Curtis Blair |
| 2022. május 8. 15:30 | (25–37, 31–31, 22–19, 23–24) Jegyzőkönyv |           |                       | American Airlines Center, Dallas Nézőszám: 20 610 Játékvezetők: Kane Fitzgerald, James Williams, Curtis Blair |
| 2022. május 8. 15:30 | Devin Booker 35                          | Pont      | Luka Dončić 26        | American Airlines Center, Dallas Nézőszám: 20 610 Játékvezetők: Kane Fitzgerald, James Williams, Curtis Blair |
| 2022. május 8. 15:30 | Deandre Ayton 11                         | Lepattanó | Dorian Finney-Smith 8 | American Airlines Center, Dallas Nézőszám: 20 610 Játékvezetők: Kane Fitzgerald, James Williams, Curtis Blair |
| 2022. május 8. 15:30 | Booker, Paul 7                           | Gólpassz  | Luka Dončić 11        | American Airlines Center, Dallas Nézőszám: 20 610 Játékvezetők: Kane Fitzgerald, James Williams, Curtis Blair |
| Döntetlen, 2–2       |                                          |           |                       | American Airlines Center, Dallas Nézőszám: 20 610 Játékvezetők: Kane Fitzgerald, James Williams, Curtis Blair |

Ötödik mérkőzés
| 2022. május 10. 22:00     | Dallas Mavericks                  | 80–110    | Phoenix Suns    | Footprint Center, Phoenix Nézőszám: 17 071 Játékvezetők: David Guthrie, Sean Wright, Tom Washington |
| 2022. május 10. 22:00     | (26–23, 20–26, 14–30) Jegyzőkönyv |           |                 | Footprint Center, Phoenix Nézőszám: 17 071 Játékvezetők: David Guthrie, Sean Wright, Tom Washington |
| 2022. május 10. 22:00     | Luka Dončić 28                    | Pont      | Devin Booker 28 | Footprint Center, Phoenix Nézőszám: 17 071 Játékvezetők: David Guthrie, Sean Wright, Tom Washington |
| 2022. május 10. 22:00     | Luka Dončić 11                    | Lepattanó | Deandre Ayton 9 | Footprint Center, Phoenix Nézőszám: 17 071 Játékvezetők: David Guthrie, Sean Wright, Tom Washington |
| 2022. május 10. 22:00     | Brunson, Dončić, Finney-Smith 2   | Gólpassz  | Chris Paul 10   | Footprint Center, Phoenix Nézőszám: 17 071 Játékvezetők: David Guthrie, Sean Wright, Tom Washington |
| A Phoenix Suns vezet, 3–2 |                                   |           |                 | Footprint Center, Phoenix Nézőszám: 17 071 Játékvezetők: David Guthrie, Sean Wright, Tom Washington |

Hatodik mérkőzés
| 2022. május 12. 21:30 | Phoenix Suns                             | 86–113    | Dallas Mavericks | American Airlines Center, Dallas Nézőszám: 20 777 Játékvezetők: James Capers, Courtney Kirkland, Ed Malloy |
| 2022. május 12. 21:30 | (25–28, 20–32, 27–34, 14–19) Jegyzőkönyv |           |                  | American Airlines Center, Dallas Nézőszám: 20 777 Játékvezetők: James Capers, Courtney Kirkland, Ed Malloy |
| 2022. május 12. 21:30 | Deandre Ayton 21                         | Pont      | Luka Dončić 33   | American Airlines Center, Dallas Nézőszám: 20 777 Játékvezetők: James Capers, Courtney Kirkland, Ed Malloy |
| 2022. május 12. 21:30 | Deandre Ayton 11                         | Lepattanó | Luka Dončić 11   | American Airlines Center, Dallas Nézőszám: 20 777 Játékvezetők: James Capers, Courtney Kirkland, Ed Malloy |
| 2022. május 12. 21:30 | Mikal Bridges 5                          | Gólpassz  | Luka Dončić 8    | American Airlines Center, Dallas Nézőszám: 20 777 Játékvezetők: James Capers, Courtney Kirkland, Ed Malloy |
| Döntetlen, 3–3        |                                          |           |                  | American Airlines Center, Dallas Nézőszám: 20 777 Játékvezetők: James Capers, Courtney Kirkland, Ed Malloy |

Hetedik mérkőzés
| 2022. május 15.                | Dallas Mavericks                         | 123–90    | Phoenix Suns       | Footprint Center, Phoenix Nézőszám: 17 071 Játékvezetők: Zach Zarba, Tony Brothers, Josh Tiven |
| 2022. május 15.                | (27–17, 30–10, 35–23, 31–40) Jegyzőkönyv |           |                    | Footprint Center, Phoenix Nézőszám: 17 071 Játékvezetők: Zach Zarba, Tony Brothers, Josh Tiven |
| 2022. május 15.                | Luka Dončić 35                           | Pont      | Cameron Johnson 12 | Footprint Center, Phoenix Nézőszám: 17 071 Játékvezetők: Zach Zarba, Tony Brothers, Josh Tiven |
| 2022. május 15.                | Luka Dončić 10                           | Lepattanó | JaVale McGee 6     | Footprint Center, Phoenix Nézőszám: 17 071 Játékvezetők: Zach Zarba, Tony Brothers, Josh Tiven |
| 2022. május 15.                | Dončić, Finney-Smith 4                   | Gólpassz  | Chris Paul 4       | Footprint Center, Phoenix Nézőszám: 17 071 Játékvezetők: Zach Zarba, Tony Brothers, Josh Tiven |
| Dallas Mavericks győzelem, 4–3 |                                          |           |                    | Footprint Center, Phoenix Nézőszám: 17 071 Játékvezetők: Zach Zarba, Tony Brothers, Josh Tiven |

#### (2) Memphis Grizzlies vs. (3) Golden State Warriors
Első mérkőzés
| 2022. május 1. 15:30               | Golden State Warriors                    | 117–116   | Memphis Grizzlies    | FedExForum, Memphis Nézőszám: 17 794 Játékvezetők: Kane Fitzgerald, James Williams, Gediminas Petraitis |
| 2022. május 1. 15:30               | (24–32, 31–29, 36–29, 26–26) Jegyzőkönyv |           |                      | FedExForum, Memphis Nézőszám: 17 794 Játékvezetők: Kane Fitzgerald, James Williams, Gediminas Petraitis |
| 2022. május 1. 15:30               | Jordan Poole 31                          | Pont      | Ja Morant 34         | FedExForum, Memphis Nézőszám: 17 794 Játékvezetők: Kane Fitzgerald, James Williams, Gediminas Petraitis |
| 2022. május 1. 15:30               | Wiggins, Poole, Porter Jr. 8             | Lepattanó | Jaren Jackson Jr. 10 | FedExForum, Memphis Nézőszám: 17 794 Játékvezetők: Kane Fitzgerald, James Williams, Gediminas Petraitis |
| 2022. május 1. 15:30               | Jordan Poole 9                           | Gólpassz  | Ja Morant 10         | FedExForum, Memphis Nézőszám: 17 794 Játékvezetők: Kane Fitzgerald, James Williams, Gediminas Petraitis |
| A Golden State Warriors vezet, 1–0 |                                          |           |                      | FedExForum, Memphis Nézőszám: 17 794 Játékvezetők: Kane Fitzgerald, James Williams, Gediminas Petraitis |

Második mérkőzés
| 2022. május 3. 21:30 | Golden State Warriors                    | 101–106   | Memphis Grizzlies | FedExForum, Memphis Nézőszám: 17 794 Játékvezetők: Scott Foster, Eric Lewis, Mitchell Ervin |
| 2022. május 3. 21:30 | (25–33, 26–23, 26–21, 24–29) Jegyzőkönyv |           |                   | FedExForum, Memphis Nézőszám: 17 794 Játékvezetők: Scott Foster, Eric Lewis, Mitchell Ervin |
| 2022. május 3. 21:30 | Stephen Curry 27                         | Pont      | Ja Morant 47      | FedExForum, Memphis Nézőszám: 17 794 Játékvezetők: Scott Foster, Eric Lewis, Mitchell Ervin |
| 2022. május 3. 21:30 | Draymond Green 10                        | Lepattanó | Morant, Melton 8  | FedExForum, Memphis Nézőszám: 17 794 Játékvezetők: Scott Foster, Eric Lewis, Mitchell Ervin |
| 2022. május 3. 21:30 | Stephen Curry 8                          | Gólpassz  | Ja Morant 8       | FedExForum, Memphis Nézőszám: 17 794 Játékvezetők: Scott Foster, Eric Lewis, Mitchell Ervin |
| Döntetlen, 1–1       |                                          |           |                   | FedExForum, Memphis Nézőszám: 17 794 Játékvezetők: Scott Foster, Eric Lewis, Mitchell Ervin |

Harmadik mérkőzés
| 2022. május 7. 20:30               | Memphis Grizzlies                        | 112–142   | Golden State Warriors | Chase Center, San Francisco Nézőszám: 18 064 Játékvezetők: David Guthrie, Courtney Kirkland, Tre Maddox, Justin Van Duyne |
| 2022. május 7. 20:30               | (28–26, 29–38, 23–37, 32–41) Jegyzőkönyv |           |                       | Chase Center, San Francisco Nézőszám: 18 064 Játékvezetők: David Guthrie, Courtney Kirkland, Tre Maddox, Justin Van Duyne |
| 2022. május 7. 20:30               | Ja Morant 34                             | Pont      | Stephen Curry 30      | Chase Center, San Francisco Nézőszám: 18 064 Játékvezetők: David Guthrie, Courtney Kirkland, Tre Maddox, Justin Van Duyne |
| 2022. május 7. 20:30               | Williams, Melton 4                       | Lepattanó | Klay Thompson 9       | Chase Center, San Francisco Nézőszám: 18 064 Játékvezetők: David Guthrie, Courtney Kirkland, Tre Maddox, Justin Van Duyne |
| 2022. május 7. 20:30               | Ja Morant 7                              | Gólpassz  | Draymond Green 8      | Chase Center, San Francisco Nézőszám: 18 064 Játékvezetők: David Guthrie, Courtney Kirkland, Tre Maddox, Justin Van Duyne |
| A Golden State Warriors vezet, 2–1 |                                          |           |                       | Chase Center, San Francisco Nézőszám: 18 064 Játékvezetők: David Guthrie, Courtney Kirkland, Tre Maddox, Justin Van Duyne |

Negyedik mérkőzés
| 2022. május 8. 22:00               | Memphis Grizzlies                        | 98–101    | Golden State Warriors | Chase Center, San Francisco Nézőszám: 18 064 Játékvezetők: Marc Davis, John Goble, Karl Lane, Justin Van Duyne |
| 2022. május 8. 22:00               | (24–20, 17–18, 28–24, 29–39) Jegyzőkönyv |           |                       | Chase Center, San Francisco Nézőszám: 18 064 Játékvezetők: Marc Davis, John Goble, Karl Lane, Justin Van Duyne |
| 2022. május 8. 22:00               | Jaren Jackson Jr. 21                     | Pont      | Stephen Curry 32      | Chase Center, San Francisco Nézőszám: 18 064 Játékvezetők: Marc Davis, John Goble, Karl Lane, Justin Van Duyne |
| 2022. május 8. 22:00               | Steven Adams 15                          | Lepattanó | Draymond Green 11     | Chase Center, San Francisco Nézőszám: 18 064 Játékvezetők: Marc Davis, John Goble, Karl Lane, Justin Van Duyne |
| 2022. május 8. 22:00               | Dillon Brooks 8                          | Gólpassz  | Stephen Curry 8       | Chase Center, San Francisco Nézőszám: 18 064 Játékvezetők: Marc Davis, John Goble, Karl Lane, Justin Van Duyne |
| A Golden State Warriors vezet, 3–1 |                                          |           |                       | Chase Center, San Francisco Nézőszám: 18 064 Játékvezetők: Marc Davis, John Goble, Karl Lane, Justin Van Duyne |

Ötödik mérkőzés
| 2022. május 11. 21:30              | Golden State Warriors                    | 95–134    | Memphis Grizzlies           | FedExForum, Memphis Nézőszám: 17 794 Játékvezetők: Zach Zarba, Tony Brothers, Bill Kennedy |
| 2022. május 11. 21:30              | (28–38, 22–39, 17–42, 28–15) Jegyzőkönyv |           |                             | FedExForum, Memphis Nézőszám: 17 794 Játékvezetők: Zach Zarba, Tony Brothers, Bill Kennedy |
| 2022. május 11. 21:30              | Klay Thompson 19                         | Pont      | Bane, Jackson Jr., Jones 21 | FedExForum, Memphis Nézőszám: 17 794 Játékvezetők: Zach Zarba, Tony Brothers, Bill Kennedy |
| 2022. május 11. 21:30              | Draymond Green 7                         | Lepattanó | Steven Adams 13             | FedExForum, Memphis Nézőszám: 17 794 Játékvezetők: Zach Zarba, Tony Brothers, Bill Kennedy |
| 2022. május 11. 21:30              | Draymond Green 5                         | Gólpassz  | Tyus Jones 9                | FedExForum, Memphis Nézőszám: 17 794 Játékvezetők: Zach Zarba, Tony Brothers, Bill Kennedy |
| A Golden State Warriors vezet, 3–2 |                                          |           |                             | FedExForum, Memphis Nézőszám: 17 794 Játékvezetők: Zach Zarba, Tony Brothers, Bill Kennedy |

Hatodik mérkőzés
| 2022. május 13. 22:00               | Memphis Grizzlies                        | 96–110    | Golden State Warriors | Chase Center, San Francisco Nézőszám: 18 064 Játékvezetők: Kane Fitzgerald, Josh Tiven, James Williams, Jacyn Goble |
| 2022. május 13. 22:00               | (26–30, 25–23, 26–25, 19–32) Jegyzőkönyv |           |                       | Chase Center, San Francisco Nézőszám: 18 064 Játékvezetők: Kane Fitzgerald, Josh Tiven, James Williams, Jacyn Goble |
| 2022. május 13. 22:00               | Dillon Brooks 30                         | Pont      | Klay Thompson 30      | Chase Center, San Francisco Nézőszám: 18 064 Játékvezetők: Kane Fitzgerald, Josh Tiven, James Williams, Jacyn Goble |
| 2022. május 13. 22:00               | Steven Adams 10                          | Lepattanó | Kevon Looney 22       | Chase Center, San Francisco Nézőszám: 18 064 Játékvezetők: Kane Fitzgerald, Josh Tiven, James Williams, Jacyn Goble |
| 2022. május 13. 22:00               | Tyus Jones 8                             | Gólpassz  | Draymond Green 8      | Chase Center, San Francisco Nézőszám: 18 064 Játékvezetők: Kane Fitzgerald, Josh Tiven, James Williams, Jacyn Goble |
| Golden State Warriors győzelem, 4–2 |                                          |           |                       | Chase Center, San Francisco Nézőszám: 18 064 Játékvezetők: Kane Fitzgerald, Josh Tiven, James Williams, Jacyn Goble |

## Főcsoport-döntő

### Keleti főcsoport

#### (1) Miami Heat vs. (2) Boston Celtics
Első mérkőzés
| 2022. május 17. 20:30   | Boston Celtics                           | 107–118   | Miami Heat      | FTX Arena, Miami Nézőszám: 19 774 Játékvezetők: Zach Zarba, Tony Brothers, Ed Malloy |
| 2022. május 17. 20:30   | (28–25, 34–29, 14–39, 31–25) Jegyzőkönyv |           |                 | FTX Arena, Miami Nézőszám: 19 774 Játékvezetők: Zach Zarba, Tony Brothers, Ed Malloy |
| 2022. május 17. 20:30   | Jayson Tatum 29                          | Pont      | Jimmy Butler 41 | FTX Arena, Miami Nézőszám: 19 774 Játékvezetők: Zach Zarba, Tony Brothers, Ed Malloy |
| 2022. május 17. 20:30   | Jaylen Brown 10                          | Lepattanó | Jimmy Butler 9  | FTX Arena, Miami Nézőszám: 19 774 Játékvezetők: Zach Zarba, Tony Brothers, Ed Malloy |
| 2022. május 17. 20:30   | Jayson Tatum 6                           | Gólpassz  | Jimmy Butler 5  | FTX Arena, Miami Nézőszám: 19 774 Játékvezetők: Zach Zarba, Tony Brothers, Ed Malloy |
| A Miami Heat vezet, 1–0 |                                          |           |                 | FTX Arena, Miami Nézőszám: 19 774 Játékvezetők: Zach Zarba, Tony Brothers, Ed Malloy |

Második mérkőzés
| 2022. május 19. 20:30 | Boston Celtics                           | 127–102   | Miami Heat      | FTX Arena, Miami Nézőszám: 20 100 Játékvezetők: David Guthrie, John Goble, Bill Kennedy |
| 2022. május 19. 20:30 | (35–24, 35–21, 26–26, 31–31) Jegyzőkönyv |           |                 | FTX Arena, Miami Nézőszám: 20 100 Játékvezetők: David Guthrie, John Goble, Bill Kennedy |
| 2022. május 19. 20:30 | Jayson Tatum 27                          | Pont      | Jimmy Butler 29 | FTX Arena, Miami Nézőszám: 20 100 Játékvezetők: David Guthrie, John Goble, Bill Kennedy |
| 2022. május 19. 20:30 | Marcus Smart 9                           | Lepattanó | Bam Adebayo 9   | FTX Arena, Miami Nézőszám: 20 100 Játékvezetők: David Guthrie, John Goble, Bill Kennedy |
| 2022. május 19. 20:30 | Marcus Smart 12                          | Gólpassz  | 4 játékos 3     | FTX Arena, Miami Nézőszám: 20 100 Játékvezetők: David Guthrie, John Goble, Bill Kennedy |
| Döntetlen, 1–1        |                                          |           |                 | FTX Arena, Miami Nézőszám: 20 100 Játékvezetők: David Guthrie, John Goble, Bill Kennedy |

Harmadik mérkőzés
| 2022. május 21. 20:30   | Miami Heat                               | 109–103   | Boston Celtics  | TD Garden, Boston Nézőszám: 19 156 Játékvezetők: James Capers, James Williams, Curtis Blair |
| 2022. május 21. 20:30   | (39–18, 23–29, 25–25, 22–31) Jegyzőkönyv |           |                 | TD Garden, Boston Nézőszám: 19 156 Játékvezetők: James Capers, James Williams, Curtis Blair |
| 2022. május 21. 20:30   | Bam Adebayo 31                           | Pont      | Jaylen Brown 40 | TD Garden, Boston Nézőszám: 19 156 Játékvezetők: James Capers, James Williams, Curtis Blair |
| 2022. május 21. 20:30   | Bam Adebayo 10                           | Lepattanó | Al Horford 14   | TD Garden, Boston Nézőszám: 19 156 Játékvezetők: James Capers, James Williams, Curtis Blair |
| 2022. május 21. 20:30   | Adebayo, Lowry 6                         | Gólpassz  | Marcus Smart 7  | TD Garden, Boston Nézőszám: 19 156 Játékvezetők: James Capers, James Williams, Curtis Blair |
| A Miami Heat vezet, 2–1 |                                          |           |                 | TD Garden, Boston Nézőszám: 19 156 Játékvezetők: James Capers, James Williams, Curtis Blair |

Negyedik mérkőzés
| 2022. május 23. 20:30 | Miami Heat                               | 82–102    | Boston Celtics  | TD Garden, Boston Nézőszám: 19 156 Játékvezetők: Scott Foster, Kane Fitzgerald, Pat Fraher |
| 2022. május 23. 20:30 | (11–29, 22–28, 19–19, 30–26) Jegyzőkönyv |           |                 | TD Garden, Boston Nézőszám: 19 156 Játékvezetők: Scott Foster, Kane Fitzgerald, Pat Fraher |
| 2022. május 23. 20:30 | Victor Oladipo 23                        | Pont      | Jayson Tatum 31 | TD Garden, Boston Nézőszám: 19 156 Játékvezetők: Scott Foster, Kane Fitzgerald, Pat Fraher |
| 2022. május 23. 20:30 | Jimmy Butler 7                           | Lepattanó | Al Horford 13   | TD Garden, Boston Nézőszám: 19 156 Játékvezetők: Scott Foster, Kane Fitzgerald, Pat Fraher |
| 2022. május 23. 20:30 | Gabe Vincent 7                           | Gólpassz  | Jayson Tatum 5  | TD Garden, Boston Nézőszám: 19 156 Játékvezetők: Scott Foster, Kane Fitzgerald, Pat Fraher |
| Döntetlen, 2–2        |                                          |           |                 | TD Garden, Boston Nézőszám: 19 156 Játékvezetők: Scott Foster, Kane Fitzgerald, Pat Fraher |

Ötödik mérkőzés
| 2022. május 25. 20:30       | Boston Celtics                           | 93–80     | Miami Heat     | FTX Arena, Miami Nézőszám: 19 819 Játékvezetők: Marc Davis, Josh Tiven, Mark Lindsay |
| 2022. május 25. 20:30       | (17–19, 20–23, 32–16, 24–22) Jegyzőkönyv |           |                | FTX Arena, Miami Nézőszám: 19 819 Játékvezetők: Marc Davis, Josh Tiven, Mark Lindsay |
| 2022. május 25. 20:30       | Jaylen Brown 25                          | Pont      | Bam Adebayo 18 | FTX Arena, Miami Nézőszám: 19 819 Játékvezetők: Marc Davis, Josh Tiven, Mark Lindsay |
| 2022. május 25. 20:30       | Jayson Tatum 12                          | Lepattanó | P.J. Tucker 11 | FTX Arena, Miami Nézőszám: 19 819 Játékvezetők: Marc Davis, Josh Tiven, Mark Lindsay |
| 2022. május 25. 20:30       | Jayson Tatum 9                           | Gólpassz  | Jimmy Butler 4 | FTX Arena, Miami Nézőszám: 19 819 Játékvezetők: Marc Davis, Josh Tiven, Mark Lindsay |
| A Boston Celtics vezet, 3–2 |                                          |           |                | FTX Arena, Miami Nézőszám: 19 819 Játékvezetők: Marc Davis, Josh Tiven, Mark Lindsay |

Hatodik mérkőzés
| 2022. május 27. 20:30 | Miami Heat                               | 111–103   | Boston Celtics          | TD Garden, Boston Nézőszám: 19 156 Játékvezetők: Zach Zarba, Eric Lewis, Courtney Kirkland |
| 2022. május 27. 20:30 | (29–23, 19–24, 34–29, 29–28) Jegyzőkönyv |           |                         | TD Garden, Boston Nézőszám: 19 156 Játékvezetők: Zach Zarba, Eric Lewis, Courtney Kirkland |
| 2022. május 27. 20:30 | Jimmy Butler 47                          | Pont      | Jayson Tatum 30         | TD Garden, Boston Nézőszám: 19 156 Játékvezetők: Zach Zarba, Eric Lewis, Courtney Kirkland |
| 2022. május 27. 20:30 | Jimmy Butler 9                           | Lepattanó | Horford, Tatum 9        | TD Garden, Boston Nézőszám: 19 156 Játékvezetők: Zach Zarba, Eric Lewis, Courtney Kirkland |
| 2022. május 27. 20:30 | Kyle Lowry 10                            | Gólpassz  | Brown, Horford, White 5 | TD Garden, Boston Nézőszám: 19 156 Játékvezetők: Zach Zarba, Eric Lewis, Courtney Kirkland |
| Döntetlen, 3–3        |                                          |           |                         | TD Garden, Boston Nézőszám: 19 156 Játékvezetők: Zach Zarba, Eric Lewis, Courtney Kirkland |

Hetedik mérkőzés
| 2022. május 29. 20:30        | Boston Celtics                           | 100–96    | Miami Heat      | FTX Arena, Miami Nézőszám: 20 200 Játékvezetők: Scott Foster, James Capers, David Guthrie |
| 2022. május 29. 20:30        | (32–17, 23–32, 27–26, 18–21) Jegyzőkönyv |           |                 | FTX Arena, Miami Nézőszám: 20 200 Játékvezetők: Scott Foster, James Capers, David Guthrie |
| 2022. május 29. 20:30        | Jayson Tatum 26                          | Pont      | Jimmy Butler 35 | FTX Arena, Miami Nézőszám: 20 200 Játékvezetők: Scott Foster, James Capers, David Guthrie |
| 2022. május 29. 20:30        | Al Horford 14                            | Lepattanó | Bam Adebayo 11  | FTX Arena, Miami Nézőszám: 20 200 Játékvezetők: Scott Foster, James Capers, David Guthrie |
| 2022. május 29. 20:30        | Brown, Tatum 6                           | Gólpassz  | Bam Adebayo 4   | FTX Arena, Miami Nézőszám: 20 200 Játékvezetők: Scott Foster, James Capers, David Guthrie |
| Boston Celtics győzelem, 4–3 |                                          |           |                 | FTX Arena, Miami Nézőszám: 20 200 Játékvezetők: Scott Foster, James Capers, David Guthrie |

### Nyugati főcsoport

#### (3) Golden State Warriors vs. (4) Dallas Mavericks
Első mérkőzés
| 2022. május 18. 21:00              | Dallas Mavericks                         | 87–112    | Golden State Warriors     | Chase Center, San Francisco Nézőszám: 18 064 Játékvezetők: James Capers, Courtney Kirkland, Mark Lindsay |
| 2022. május 18. 21:00              | (18–28, 27–26, 24–34, 18–24) Jegyzőkönyv |           |                           | Chase Center, San Francisco Nézőszám: 18 064 Játékvezetők: James Capers, Courtney Kirkland, Mark Lindsay |
| 2022. május 18. 21:00              | Luka Dončić 20                           | Pont      | Stephen Curry 21          | Chase Center, San Francisco Nézőszám: 18 064 Játékvezetők: James Capers, Courtney Kirkland, Mark Lindsay |
| 2022. május 18. 21:00              | Dončić, Finney-Smith 7                   | Lepattanó | Stephen Curry 12          | Chase Center, San Francisco Nézőszám: 18 064 Játékvezetők: James Capers, Courtney Kirkland, Mark Lindsay |
| 2022. május 18. 21:00              | Brunson, Dončić 4                        | Gólpassz  | Curry, Looney, Thompson 4 | Chase Center, San Francisco Nézőszám: 18 064 Játékvezetők: James Capers, Courtney Kirkland, Mark Lindsay |
| A Golden State Warriors vezet, 1–0 |                                          |           |                           | Chase Center, San Francisco Nézőszám: 18 064 Játékvezetők: James Capers, Courtney Kirkland, Mark Lindsay |

Második mérkőzés
| 2022. május 20. 21:00              | Dallas Mavericks                         | 117–126   | Golden State Warriors | Chase Center, San Francisco Nézőszám: 18 064 Játékvezetők: Kane Fitzgerald, Eric Lewis, Ben Taylor, Brian Forte |
| 2022. május 20. 21:00              | (32–25, 40–33, 13–25, 32–43) Jegyzőkönyv |           |                       | Chase Center, San Francisco Nézőszám: 18 064 Játékvezetők: Kane Fitzgerald, Eric Lewis, Ben Taylor, Brian Forte |
| 2022. május 20. 21:00              | Luka Dončić 42                           | Pont      | Stephen Curry 32      | Chase Center, San Francisco Nézőszám: 18 064 Játékvezetők: Kane Fitzgerald, Eric Lewis, Ben Taylor, Brian Forte |
| 2022. május 20. 21:00              | Jalen Brunson 7                          | Lepattanó | Kevon Looney 12       | Chase Center, San Francisco Nézőszám: 18 064 Játékvezetők: Kane Fitzgerald, Eric Lewis, Ben Taylor, Brian Forte |
| 2022. május 20. 21:00              | Luka Dončić 8                            | Gólpassz  | 4 játékos 5           | Chase Center, San Francisco Nézőszám: 18 064 Játékvezetők: Kane Fitzgerald, Eric Lewis, Ben Taylor, Brian Forte |
| A Golden State Warriors vezet, 2–0 |                                          |           |                       | Chase Center, San Francisco Nézőszám: 18 064 Játékvezetők: Kane Fitzgerald, Eric Lewis, Ben Taylor, Brian Forte |

Harmadik mérkőzés
| 2022. május 22. 21:00              | Golden State Warriors                    | 109–100   | Dallas Mavericks | American Airlines Center, Dallas Nézőszám: 20 813 Játékvezetők: Marc Davis, Josh Tiven, Tyler Ford |
| 2022. május 22. 21:00              | (25–22, 23–25, 30–21, 31–32) Jegyzőkönyv |           |                  | American Airlines Center, Dallas Nézőszám: 20 813 Játékvezetők: Marc Davis, Josh Tiven, Tyler Ford |
| 2022. május 22. 21:00              | Stephen Curry 31                         | Pont      | Luka Dončić 40   | American Airlines Center, Dallas Nézőszám: 20 813 Játékvezetők: Marc Davis, Josh Tiven, Tyler Ford |
| 2022. május 22. 21:00              | Kevon Looney 12                          | Lepattanó | Luka Dončić 11   | American Airlines Center, Dallas Nézőszám: 20 813 Játékvezetők: Marc Davis, Josh Tiven, Tyler Ford |
| 2022. május 22. 21:00              | Stephen Curry 11                         | Gólpassz  | Reggie Bullock 4 | American Airlines Center, Dallas Nézőszám: 20 813 Játékvezetők: Marc Davis, Josh Tiven, Tyler Ford |
| A Golden State Warriors vezet, 3–0 |                                          |           |                  | American Airlines Center, Dallas Nézőszám: 20 813 Játékvezetők: Marc Davis, Josh Tiven, Tyler Ford |

Negyedik mérkőzés
| 2022. május 24. 21:00              | Golden State Warriors                    | 109–119   | Dallas Mavericks | American Airlines Center, Dallas Nézőszám: 20 810 Játékvezetők: Zach Zarba, David Guthrie, Sean Wright |
| 2022. május 24. 21:00              | (24–28, 23–34, 23–37, 39–20) Jegyzőkönyv |           |                  | American Airlines Center, Dallas Nézőszám: 20 810 Játékvezetők: Zach Zarba, David Guthrie, Sean Wright |
| 2022. május 24. 21:00              | Stephen Curry 20                         | Pont      | Luka Dončić 30   | American Airlines Center, Dallas Nézőszám: 20 810 Játékvezetők: Zach Zarba, David Guthrie, Sean Wright |
| 2022. május 24. 21:00              | Jonathan Kuminga 8                       | Lepattanó | Luka Dončić 14   | American Airlines Center, Dallas Nézőszám: 20 810 Játékvezetők: Zach Zarba, David Guthrie, Sean Wright |
| 2022. május 24. 21:00              | Stephen Curry 8                          | Gólpassz  | Luka Dončić 9    | American Airlines Center, Dallas Nézőszám: 20 810 Játékvezetők: Zach Zarba, David Guthrie, Sean Wright |
| A Golden State Warriors vezet, 3–1 |                                          |           |                  | American Airlines Center, Dallas Nézőszám: 20 810 Játékvezetők: Zach Zarba, David Guthrie, Sean Wright |

Ötödik mérkőzés
| 2022. május 26. 21:00               | Dallas Mavericks                         | 110–120   | Golden State Warriors | Chase Center, San Francisco Nézőszám: 18 064 Játékvezetők: Scott Foster, John Goble, Curtis Blair |
| 2022. május 26. 21:00               | (23–28, 29–41, 32–25, 26–26) Jegyzőkönyv |           |                       | Chase Center, San Francisco Nézőszám: 18 064 Játékvezetők: Scott Foster, John Goble, Curtis Blair |
| 2022. május 26. 21:00               | Luka Dončić 28                           | Pont      | Klay Thompson 32      | Chase Center, San Francisco Nézőszám: 18 064 Játékvezetők: Scott Foster, John Goble, Curtis Blair |
| 2022. május 26. 21:00               | Luka Dončić 9                            | Lepattanó | Kevon Looney 18       | Chase Center, San Francisco Nézőszám: 18 064 Játékvezetők: Scott Foster, John Goble, Curtis Blair |
| 2022. május 26. 21:00               | Luka Dončić 6                            | Gólpassz  | Green, Curry 9        | Chase Center, San Francisco Nézőszám: 18 064 Játékvezetők: Scott Foster, John Goble, Curtis Blair |
| Golden State Warriors győzelem, 4–1 |                                          |           |                       | Chase Center, San Francisco Nézőszám: 18 064 Játékvezetők: Scott Foster, John Goble, Curtis Blair |

## Döntő

### Első mérkőzés
| 2022. június 2. 21:00       | Boston Celtics                           | 120–108   | Golden State Warriors | Chase Center, San Francisco Nézőszám: 18 064 Játékvezetők: Marc Davis, John Goble, James Williams |
| 2022. június 2. 21:00       | (28–32, 28–22, 24–38, 40–16) Jegyzőkönyv |           |                       | Chase Center, San Francisco Nézőszám: 18 064 Játékvezetők: Marc Davis, John Goble, James Williams |
| 2022. június 2. 21:00       | Al Horford 26                            | Pont      | Stephen Curry 34      | Chase Center, San Francisco Nézőszám: 18 064 Játékvezetők: Marc Davis, John Goble, James Williams |
| 2022. június 2. 21:00       | Jaylen Brown 7                           | Lepattanó | Draymond Green 11     | Chase Center, San Francisco Nézőszám: 18 064 Játékvezetők: Marc Davis, John Goble, James Williams |
| 2022. június 2. 21:00       | Jayson Tatum 13                          | Gólpassz  | 3 játékos 5           | Chase Center, San Francisco Nézőszám: 18 064 Játékvezetők: Marc Davis, John Goble, James Williams |
| A Boston Celtics vezet, 1–0 |                                          |           |                       | Chase Center, San Francisco Nézőszám: 18 064 Játékvezetők: Marc Davis, John Goble, James Williams |

### Második mérkőzés
| 2022. június 5. 20:00 | Boston Celtics                           | 88–107    | Golden State Warriors | Chase Center, San Francisco Nézőszám: 18 064 Játékvezetők: Zach Zarba, Tony Brothers, Josh Tiven |
| 2022. június 5. 20:00 | (30–31, 20–21, 14–35, 24–20) Jegyzőkönyv |           |                       | Chase Center, San Francisco Nézőszám: 18 064 Játékvezetők: Zach Zarba, Tony Brothers, Josh Tiven |
| 2022. június 5. 20:00 | Jayson Tatum 28                          | Pont      | Stephen Curry 29      | Chase Center, San Francisco Nézőszám: 18 064 Játékvezetők: Zach Zarba, Tony Brothers, Josh Tiven |
| 2022. június 5. 20:00 | Al Horford 8                             | Lepattanó | Kevon Looney 7        | Chase Center, San Francisco Nézőszám: 18 064 Játékvezetők: Zach Zarba, Tony Brothers, Josh Tiven |
| 2022. június 5. 20:00 | Marcus Smart 5                           | Gólpassz  | Draymond Green 7      | Chase Center, San Francisco Nézőszám: 18 064 Játékvezetők: Zach Zarba, Tony Brothers, Josh Tiven |
| Döntetlen, 1–1        |                                          |           |                       | Chase Center, San Francisco Nézőszám: 18 064 Játékvezetők: Zach Zarba, Tony Brothers, Josh Tiven |

### Harmadik mérkőzés
| 2022. június 8. 21:00       | Golden State Warriors                    | 100–116   | Boston Celtics         | TD Garden, Boston Nézőszám: 19 156 Játékvezetők: Scott Foster, David Guthrie, Courtney Kirkland |
| 2022. június 8. 21:00       | (22–33, 34–35, 33–25, 11–23) Jegyzőkönyv |           |                        | TD Garden, Boston Nézőszám: 19 156 Játékvezetők: Scott Foster, David Guthrie, Courtney Kirkland |
| 2022. június 8. 21:00       | Stephen Curry 31                         | Pont      | Jaylen Brown 27        | TD Garden, Boston Nézőszám: 19 156 Játékvezetők: Scott Foster, David Guthrie, Courtney Kirkland |
| 2022. június 8. 21:00       | Looney, Wiggins 7                        | Lepattanó | Robert Williams III 10 | TD Garden, Boston Nézőszám: 19 156 Játékvezetők: Scott Foster, David Guthrie, Courtney Kirkland |
| 2022. június 8. 21:00       | Otto Porter Jr. 4                        | Gólpassz  | Jayson Tatum 9         | TD Garden, Boston Nézőszám: 19 156 Játékvezetők: Scott Foster, David Guthrie, Courtney Kirkland |
| A Boston Celtics vezet, 2–1 |                                          |           |                        | TD Garden, Boston Nézőszám: 19 156 Játékvezetők: Scott Foster, David Guthrie, Courtney Kirkland |

### Negyedik mérkőzés
| 2022. június 10. 21:00 | Golden State Warriors                    | 107–97    | Boston Celtics         | TD Garden, Boston Nézőszám: 19 156 Játékvezetők: James Capers, Kane Fitzgerald, Eric Lewis |
| 2022. június 10. 21:00 | (27–28, 22–25, 30–24, 28–19) Jegyzőkönyv |           |                        | TD Garden, Boston Nézőszám: 19 156 Játékvezetők: James Capers, Kane Fitzgerald, Eric Lewis |
| 2022. június 10. 21:00 | Stephen Curry 43                         | Pont      | Jayson Tatum 23        | TD Garden, Boston Nézőszám: 19 156 Játékvezetők: James Capers, Kane Fitzgerald, Eric Lewis |
| 2022. június 10. 21:00 | Andrew Wiggins 16                        | Lepattanó | Robert Williams III 12 | TD Garden, Boston Nézőszám: 19 156 Játékvezetők: James Capers, Kane Fitzgerald, Eric Lewis |
| 2022. június 10. 21:00 | Draymond Green 8                         | Gólpassz  | Jayson Tatum 6         | TD Garden, Boston Nézőszám: 19 156 Játékvezetők: James Capers, Kane Fitzgerald, Eric Lewis |
| Döntetlen, 2–2         |                                          |           |                        | TD Garden, Boston Nézőszám: 19 156 Játékvezetők: James Capers, Kane Fitzgerald, Eric Lewis |

### Ötödik mérkőzés
| 2022. június 13. 21:00             | Boston Celtics                           | 94–104    | Golden State Warriors | Chase Center, San Francisco Nézőszám: 18 064 Játékvezetők: Marc Davis, Tony Brothers, Josh Tiven |
| 2022. június 13. 21:00             | (16–27, 23–24, 35–24, 20–29) Jegyzőkönyv |           |                       | Chase Center, San Francisco Nézőszám: 18 064 Játékvezetők: Marc Davis, Tony Brothers, Josh Tiven |
| 2022. június 13. 21:00             | Jayson Tatum 27                          | Pont      | Andrew Wiggins 26     | Chase Center, San Francisco Nézőszám: 18 064 Játékvezetők: Marc Davis, Tony Brothers, Josh Tiven |
| 2022. június 13. 21:00             | Jayson Tatum 10                          | Lepattanó | Andrew Wiggins 13     | Chase Center, San Francisco Nézőszám: 18 064 Játékvezetők: Marc Davis, Tony Brothers, Josh Tiven |
| 2022. június 13. 21:00             | Brown, Tatum 4                           | Gólpassz  | Stephen Curry 8       | Chase Center, San Francisco Nézőszám: 18 064 Játékvezetők: Marc Davis, Tony Brothers, Josh Tiven |
| A Golden State Warriors vezet, 3–2 |                                          |           |                       | Chase Center, San Francisco Nézőszám: 18 064 Játékvezetők: Marc Davis, Tony Brothers, Josh Tiven |

### Hatodik mérkőzés
| 2022. június 16. 21:00              | Golden State Warriors                    | 103–90    | Boston Celtics  | TD Garden, Boston Nézőszám: 19 156 Játékvezetők: Zach Zarba, David Guthrie, John Goble |
| 2022. június 16. 21:00              | (27–22, 27–17, 22–27, 27–24) Jegyzőkönyv |           |                 | TD Garden, Boston Nézőszám: 19 156 Játékvezetők: Zach Zarba, David Guthrie, John Goble |
| 2022. június 16. 21:00              | Stephen Curry 34                         | Pont      | Jaylen Brown 34 | TD Garden, Boston Nézőszám: 19 156 Játékvezetők: Zach Zarba, David Guthrie, John Goble |
| 2022. június 16. 21:00              | Draymond Green 12                        | Lepattanó | Al Horford 14   | TD Garden, Boston Nézőszám: 19 156 Játékvezetők: Zach Zarba, David Guthrie, John Goble |
| 2022. június 16. 21:00              | Draymond Green 8                         | Gólpassz  | Marcus Smart 9  | TD Garden, Boston Nézőszám: 19 156 Játékvezetők: Zach Zarba, David Guthrie, John Goble |
| Golden State Warriors győzelem, 4–2 |                                          |           |                 | TD Garden, Boston Nézőszám: 19 156 Játékvezetők: Zach Zarba, David Guthrie, John Goble |

## Statisztikák

### Játékos

#### Mérkőzésenként
| Kategória       | Játékos             | Csapat                | Átl.   | M. |
| --------------- | ------------------- | --------------------- | ------ | -- |
| Pontok          | Luka Dončić         | Dallas Mavericks      | 31,7   | 15 |
| Pontok          | Jánisz Antetokúnmpo | Milwaukee Bucks       | 31,7   | 12 |
| Lepattanók      | Jonas Valančiūnas   | New Orleans Pelicans  | 14,3   | 6  |
| Gólpasszok      | Ja Morant           | Memphis Grizzlies     | 9,8    | 9  |
| Labdaszerzések  | Jimmy Butler        | Miami Heat            | 2,1    | 17 |
| Blokkok         | Jaren Jackson Jr.   | Memphis Grizzlies     | 2,5    | 12 |
| Percek          | Kevin Durant        | Brooklyn Nets         | 44,0   | 4  |
| Eladott labda   | Trae Young          | Atlanta Hawks         | 6,2    | 5  |
| Szabálytalanság | Jaren Jackson Jr.   | Memphis Grizzlies     | 4,8    | 10 |
| MG%             | Gary Payton II      | Golden State Warriors | 71,1%  | 11 |
| BD%             | Danilo Gallinari    | Atlanta Hawks         | 100,0% | 5  |
| BD%             | Kyrie Irving        | Brooklyn Nets         | 100,0% | 4  |
| 3P%             | Aaron Holiday       | Phoenix Suns          | 71,4%  | 6  |
| +/−             | Jimmy Butler        | Miami Heat            | +11,8  | 17 |

#### Egy mérkőzésen
| Kategória      | Játékos           | Csapat               | Statisztika |
| -------------- | ----------------- | -------------------- | ----------- |
| Pontok         | Ja Morant         | Memphis Grizzlies    | 47          |
| Pontok         | Jimmy Butler      | Miami Heat           | 47          |
| Lepattanók     | Jonas Valančiūnas | New Orleans Pelicans | 25          |
| Gólpasszok     | Ja Morant         | Memphis Grizzlies    | 15          |
| Gólpasszok     | James Harden      | Philadelphia 76ers   | 15          |
| Labdaszerzések | Javonte Green     | Chicago Bulls        | 7           |
| Blokkok        | Jaren Jackson Jr. | Memphis Grizzlies    | 7           |
| Percek         | Pascal Siakam     | Toronto Raptors      | 48:29       |
| Eladott labda  | Trae Young        | Atlanta Hawks        | 10          |
| +/−            | Reggie Bullock    | Dallas Mavericks     | +44         |

### Csapat
| Kategória                | Csapat                 | Statisztika |
| ------------------------ | ---------------------- | ----------- |
| Pont/Mérkőzés            | Memphis Grizzlies      | 112,5       |
| Lepattanó/Mérkőzés       | Milwaukee Bucks        | 50,4        |
| Gólpassz/Mérkőzés        | Golden State Warriors  | 27,0        |
| Labdaszerzés/Mérkőzés    | Memphis Grizzlies      | 9,2         |
| Blokk/Mérkőzés           | Minnesota Timberwolves | 7,8         |
| Eladott labda/Mérkőzés   | Minnesota Timberwolves | 17,7        |
| Szabálytalanság/Mérkőzés | Minnesota Timberwolves | 26,8        |
| MG%                      | Brooklyn Nets          | 50,3%       |
| BD%                      | Philadelphia 76ers     | 84,9%       |
| 3P%                      | Brooklyn Nets          | 42,2%       |
| +/−                      | Golden State Warriors  | +4,8        |